# Centre Céramique
Het Centre Céramique is een multifunctioneel gebouw in Maastricht, gelegen op de hoek van de Avenue Céramique en Plein 1992 in de gelijknamige wijk Céramique. Het gebouw uit 1999 is ontworpen door Jo Coenen en herbergt onder andere de stadsbibliotheek van Maastricht, het Maastricht Museum, de gemeentelijke muziekschool en Werkcentrum Zuid-Limburg.

## Geschiedenis
De Stadsbibliotheek Maastricht gaat terug tot het jaar 1662, toen in het nieuwe stadhuis van Maastricht een ruimte werd ingericht als bibliotheek (later werd dit de raadszaal). Er werd bij het besluit van de oprichting vermeld dat ook deze bibliotheek een kettingbibliotheek zou zijn, maar daaraan is geen uitvoering gegeven. Het stadsbestuur hechtte veel waarde aan de bibliotheek en stelde ook aanzienlijke bedragen beschikbaar voor de opbouw van de collectie. Door de tweeherigheid van Maastricht, waarbij de soevereiniteit in handen was van zowel de prins-bisschop van Luik als de Staten-Generaal, waren het katholicisme en het protestantisme gelijkberechtigd en daarmee ook gelijkelijk vertegenwoordigd in de bibliotheek. Uit de eerste catalogus van 1753 wordt duidelijk dat de bibliotheek naast meerdere katholieke bijbels ook bijbelvertalingen van Luther en Calvijn bezat. Ook de Deux-Aesbijbel en de Engelse King James-vertaling waren aanwezig. De Statenvertaling ontbreekt in de catalogus. De catalogus uit 1753 benoemt 2650 titels in 3500 banden. In de twee helft van de achttiende eeuw vond een aanzienlijke uitbreiding van de collectie plaats. De aanwezigheid in de stad van de internationaal opererende uitgever en boekverkoper Jean-Edmé Dufour, bij wie het stadsbestuur aanzienlijke aankopen deed, droeg daaraan bij. In 1794 was de collectie aangegroeid tot ca. 27.000 werken.
De bibliotheek werd betaald uit de kaarsengelden van de leden van de magistraat en was in de aanvangsperiode twee dagen per week open. Boeken konden worden uitgeleend, maar alleen aan vertrouwde personen die het boek ook dezelfde dag moesten terugbrengen. De inlijving van Maastricht bij de Franse Republiek in 1795 had grote gevolgen. Een deel van de collectie werd geconfisqueerd en verdween naar Frankrijk. Daaronder was een complete Atlas Maior van Joan Blaeu. Een nieuwe Franse bibliothecaris saneerde het resterende deel van de collectie die sterk in omvang werd gereduceerd. Een deel van dat verlies werd na 1800, nog tijdens de Franse tijd. enigszins gecompenseerd met boeken uit opgeheven kloosters. 
In de 19e eeuw waren de bibliotheek en het stadsarchief gevestigd in het Oude Minderbroedersklooster aan de Sint Pieterstraat, vanaf 1915 in het Generaalshuis aan het Vrijthof. Een deel van de collectie was wegens plaatsgebrek opgeslagen in de Dominicanenkerk. In 1971 ging de Stadsbibliotheek samen met de Openbare Bibliotheek aan de Witmakersstraat, een jaar later met de Centrale Bibliotheek in de Beyart. De bibliotheekcollectie bestond in die tijd uit ruim 450.000 delen. In 1977 verhuisde de Stadsbibliotheek naar de Nieuwenhofstraat, de huidige binnenstadlocatie van de Universiteitsbibliotheek Maastricht. In 1999 ten slotte werd het huidige gebouw aan de Avenue Céramique en Plein 1992 betrokken.
Centre Céramique is zowel een gebouw als een organisatie van de Gemeente Maastricht. Onder de organisatie Centre Céramique vallen de Bibliotheek Maastricht (met twee bibliotheekservicepunten in Heer en Malpertuis, elf bibliotheken op scholen en een boek-aan-huis-service), Cultuurmakers Maastricht, het Natuurhistorisch Museum Maastricht en, sinds 2023, het Maastricht Museum. Slechts een deel van de activiteiten vinden in het gebouw Centre Céramique plaats. Binnen het gebouw is de sterke nadruk op de bibliotheekactiviteiten geleidelijk minder geworden. Zowel het aantal bezoekers als het aantal uitleningen van de bibliotheek is de laatste jaren fors gedaald. Het aantal bezoekers van tentoonstellingen is daarentegen gestegen.
In 2021 verhuisde de lokale radio- en tv-zender RTV Maastricht, die enige jaren in het gebouw gevestigd was, naar elders. Het European Journalism Centre (EJC) en het Maastricht International Centre, een informatiecentrum voor expats, waren al eerder vertrokken. Nieuwkomer was de muziekschool (voorheen Kumulus, afdeling muziek). Om die reden is het gebouw in 2020-2021 heringericht, waarbij een deel van het souterrain geschikt is gemaakt voor het muziekonderwijs en op de derde en vierde verdieping extra tentoonstellingsruimte is gecreëerd. In 2022 werd Wim Hupperetz directeur. In 2023 vond op zijn initiatief opnieuw een herinrichting plaats, waarbij de twee vestigingen van Coffeelovers, het leescafé op de eerste verdieping en het lunchcafé in de lage aanbouw ("De Annex"), beide zijn verhuisd naar de centrale hal. De ruimtes die ze achterlieten zijn heringericht tot een lokaal historisch museum, Maastricht Museum genaamd. Het nieuwe museum hoopt jaarlijks 30.000 bezoekers te trekken en zo een nieuwe impuls te geven aan het gebouw dat structureel onderbezet was.

## Beschrijving gebouw

### Exterieur
Het Centre Céramique is ontworpen door Jo Coenen en domineert door zijn volume niet alleen het Plein 1992, maar de gehele zogenaamde noordknoop van de wijk Céramique. Het gebouw heeft zeven verdiepingen en is in feite naar drie zijden georiënteerd; de west- en noordzijde zijn gericht op het plein, de oostzijde op de Avenue Céramique. Aan de zuidzijde, waar minder ruimte beschikbaar was, vormt een stadsgracht de afscheiding met de naburige bebouwing. Hier is tevens een restant van een oude walmuur in de gevel geïncorporeerd (zie Recentoren). Op de zuidoosthoek bevindt zich een kunstwerk van Ine van Helfteren. Na het gereedkomen van het gebouw in 1999, koos ook de gemeente Amsterdam voor een ontwerp van Coenen voor het nieuwe hoofdgebouw van de Openbare Bibliotheek Amsterdam, Oosterdokskade 143.

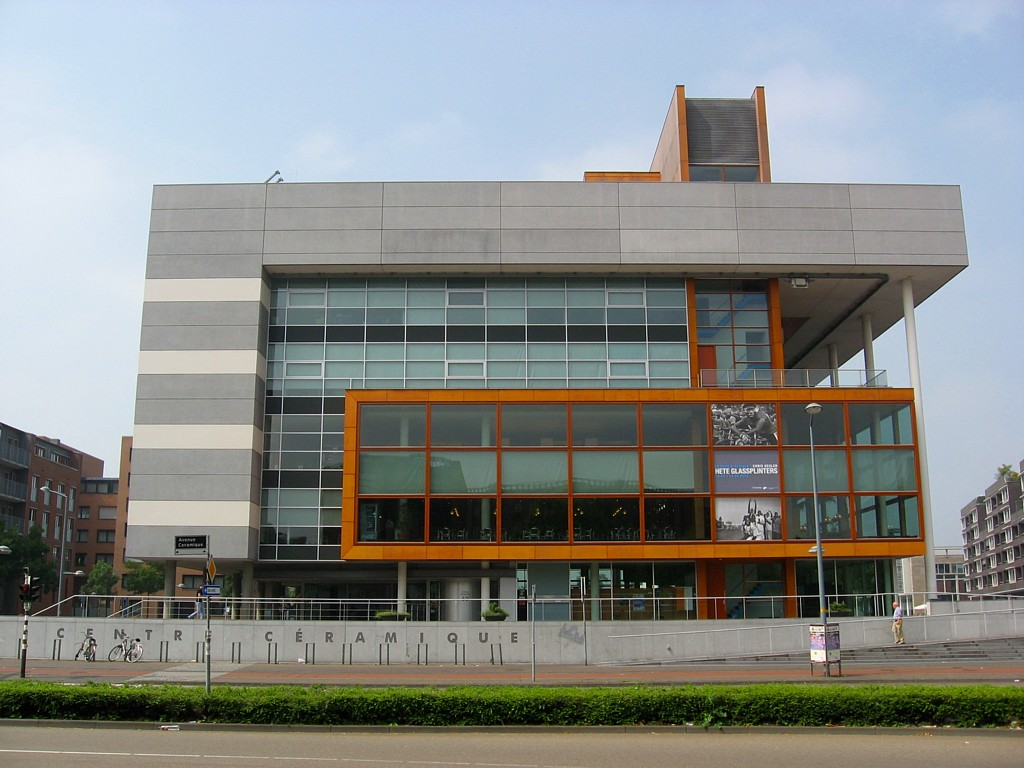
Zicht vanuit het oosten
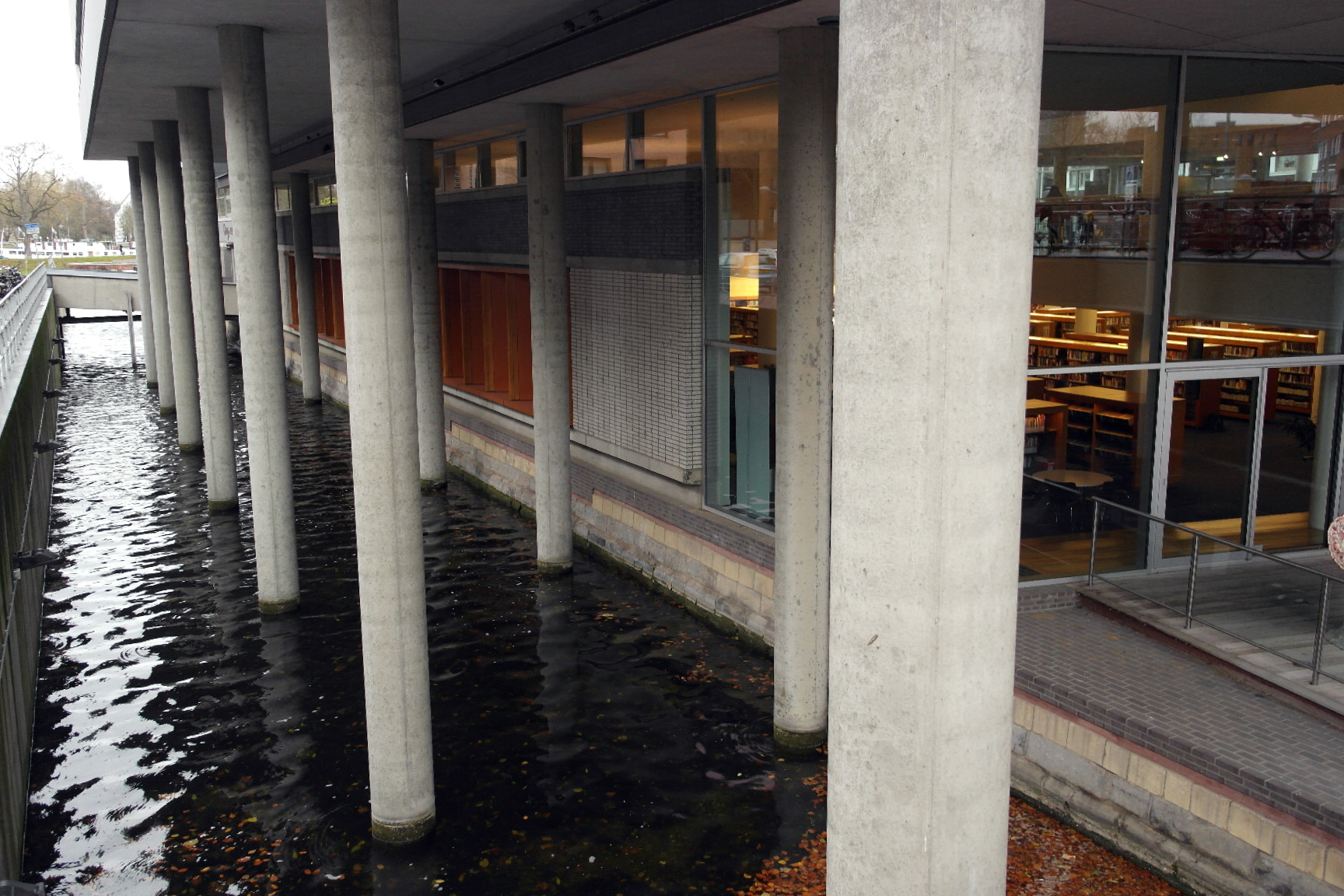
Detail zuidgevel en gracht
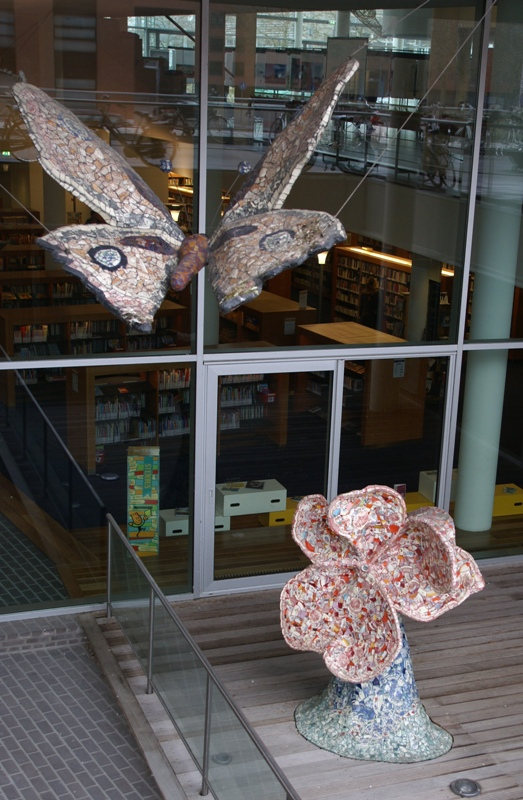
Kunstwerk bloem en vlinder
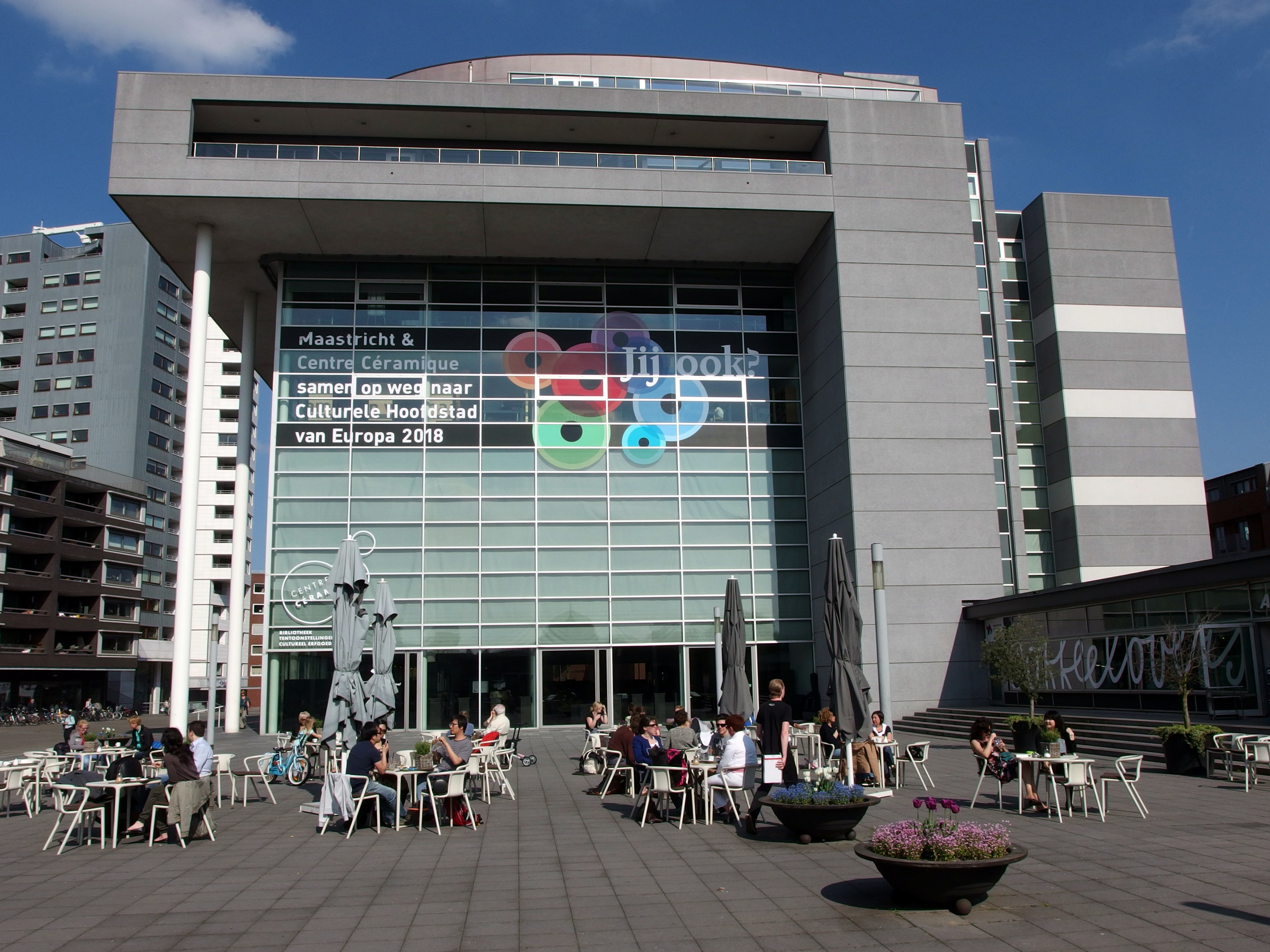
Zicht vanuit het westen

### Interieur

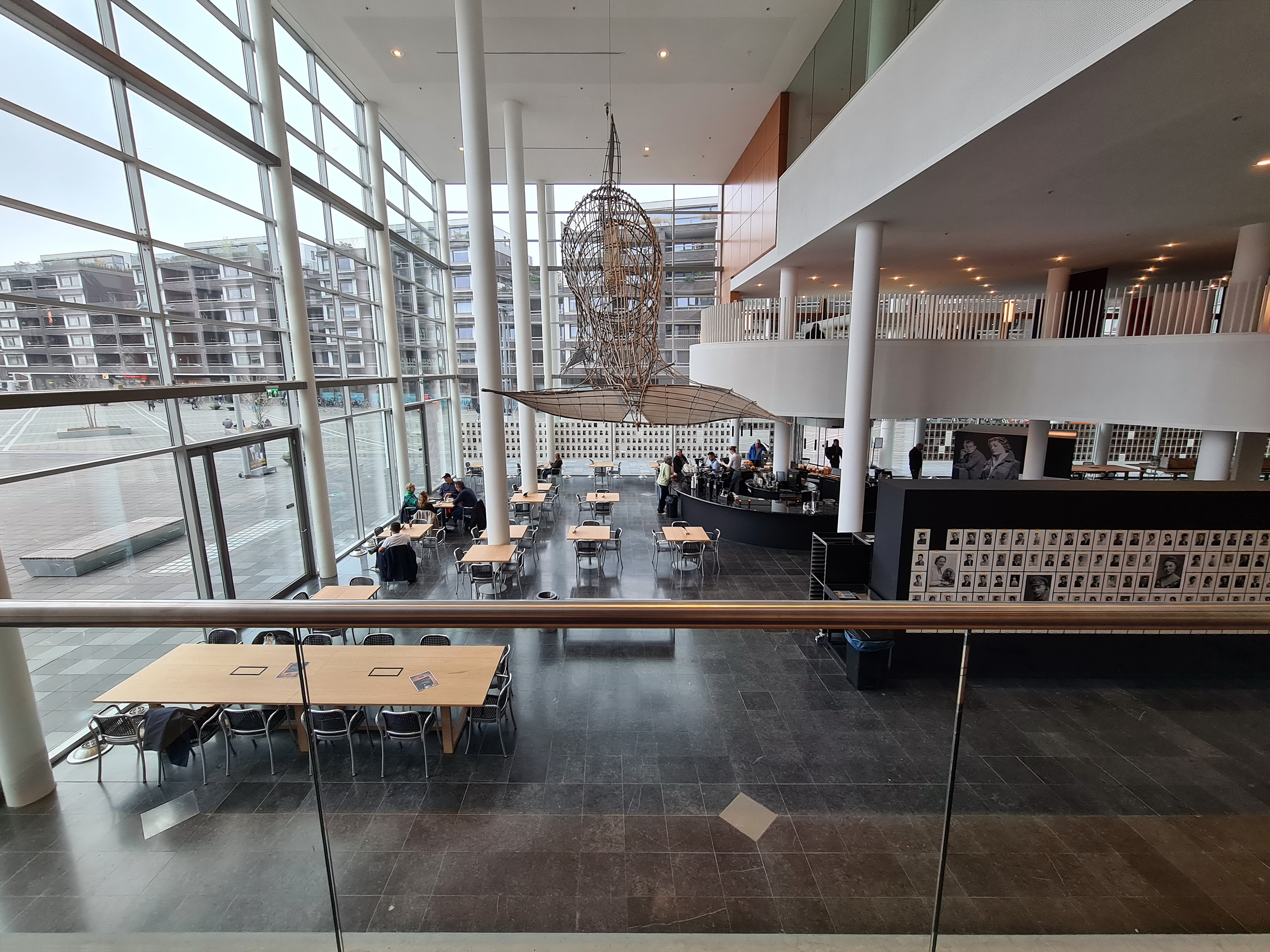
Centrale hal na de herinrichting, april 2023

Het Centre Céramique heeft door de hoge vides, de ranke kolommen, de zwevende roltrap en het gebruik van veel witte materialen en glazen afscheidingen een open karakter. In het souterrain is de muziekschool gevestigd. Hier bevindt zich tevens het depot van de archeologische en historische collecties. Op de begane grond bevindt zich een informatiebalie, een ruimte voor Werkcentrum Zuid-Limburg en een vestiging van Coffeelovers. De leestafel is ontworpen door de Italiaanse architect Michele de Lucchi. Op de eerste verdieping strekt zich het Maastricht Museum uit. De stadsbibliotheek, met open boekenkasten en een groot aantal studieplekken, deels met computers, neemt de tweede, derde en vierde etage in beslag. Enkele studiecellen zijn ontworpen door Atelier Van Lieshout. Op de tweede etage bevindt zich tevens de uitleen- en informatiebalie van de bibliotheek. Op de bovenverdiepingen (vijfde en zesde etage) zijn vergader- en kantoorruimtes.
De hal van het Centre Céramique wordt regelmatig gebruikt voor ontvangsten en presentaties. Hier werden voorheen fototentoonstellingen gehouden, zoals de jaarlijkse World Press Photo tentoonstelling. In de hoge ruimte hangt een kunstwerk van de Italiaan Marcello Chiarenza, een grote dolfijn gemaakt van twijgen. De brede, houten trap naar de mezzanino fungeert soms als tribune bij (kinder)voorstellingen. De expositieruimte op de mezzanino wordt gebruikt voor wisseltentoonstellingen van het Maastricht Museum. De vaste presentatie van dit museum neemt de bezoeker mee langs vier belangrijke thema's in de geschiedenis van Maastricht: Romeinse stad, middeleeuws religieus centrum, vestingstad en industriestad. Hier bevindt zich ook de kopie van de achttiende-eeuwse Maquette van Maastricht.

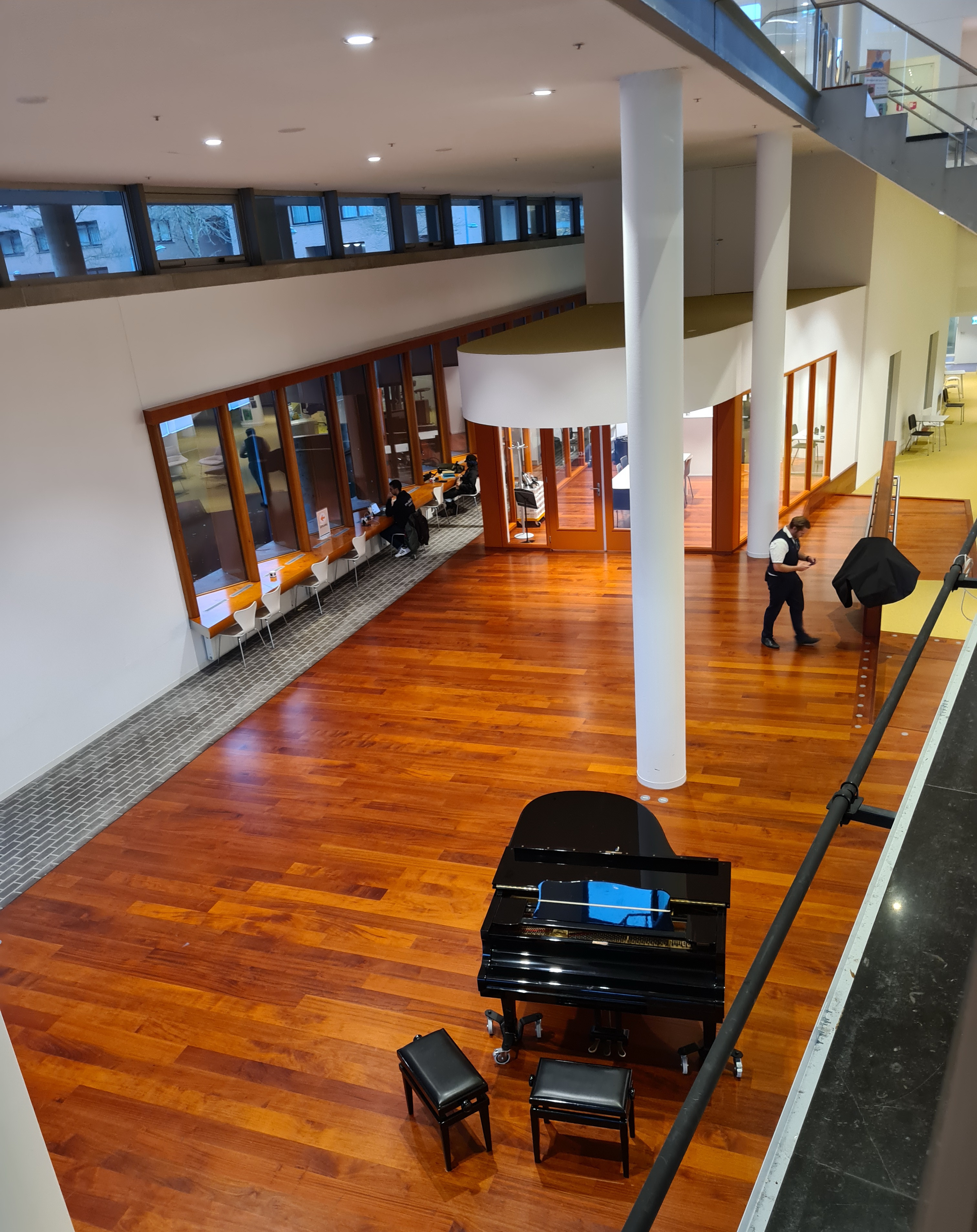
Muziekschool in souterrain
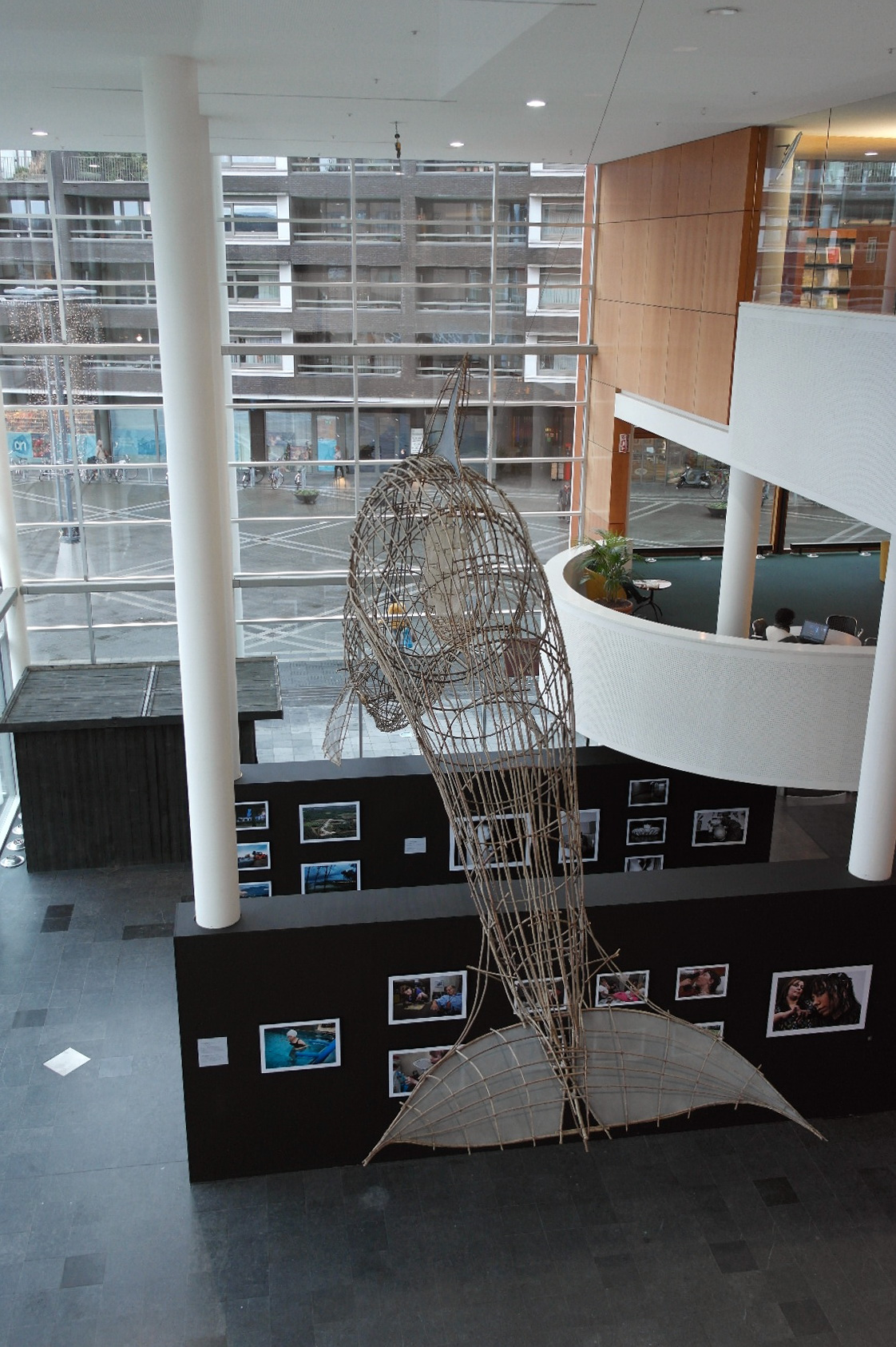
Vide met dolfijn
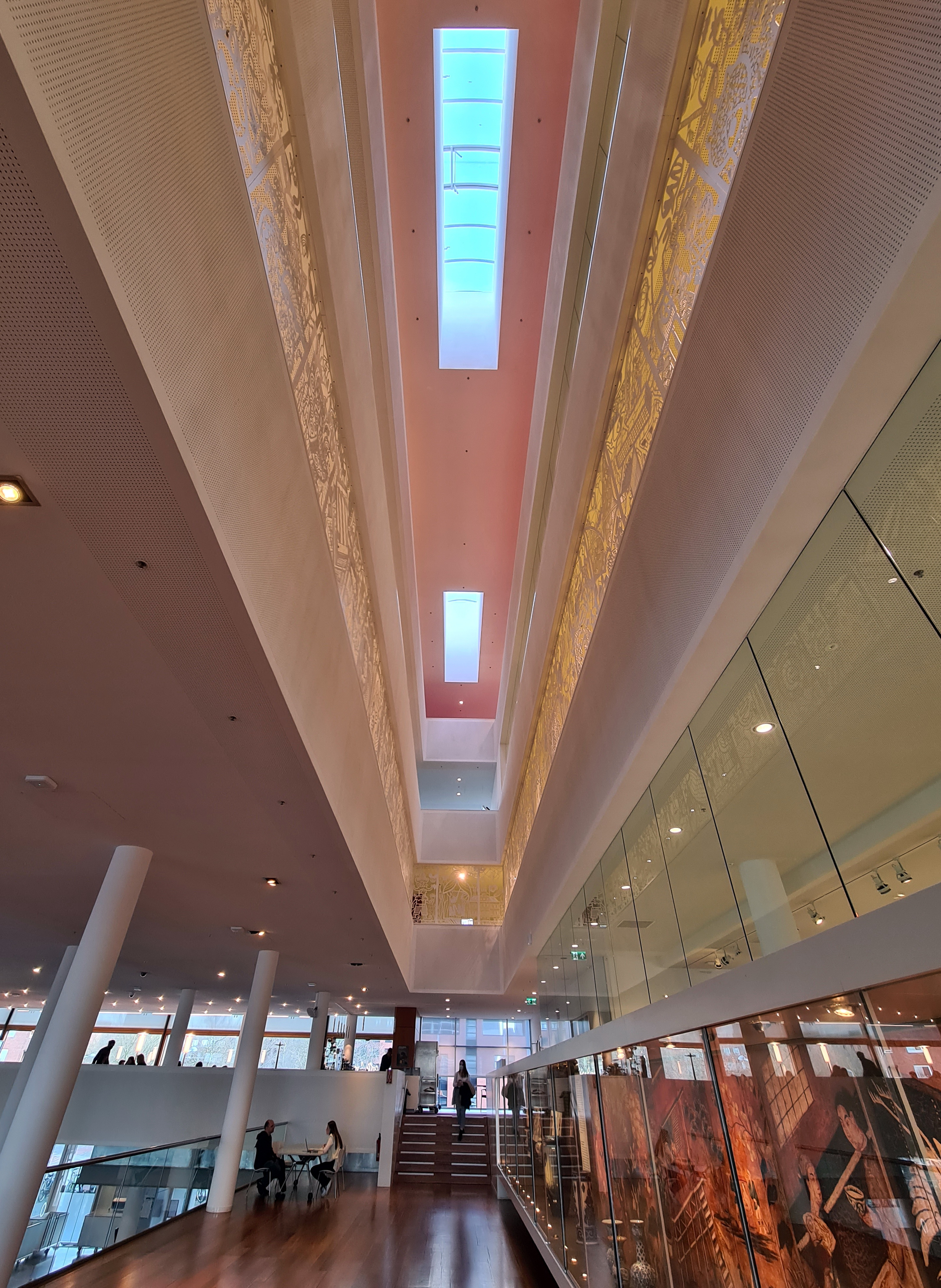
Blik omhoog vanaf entresol
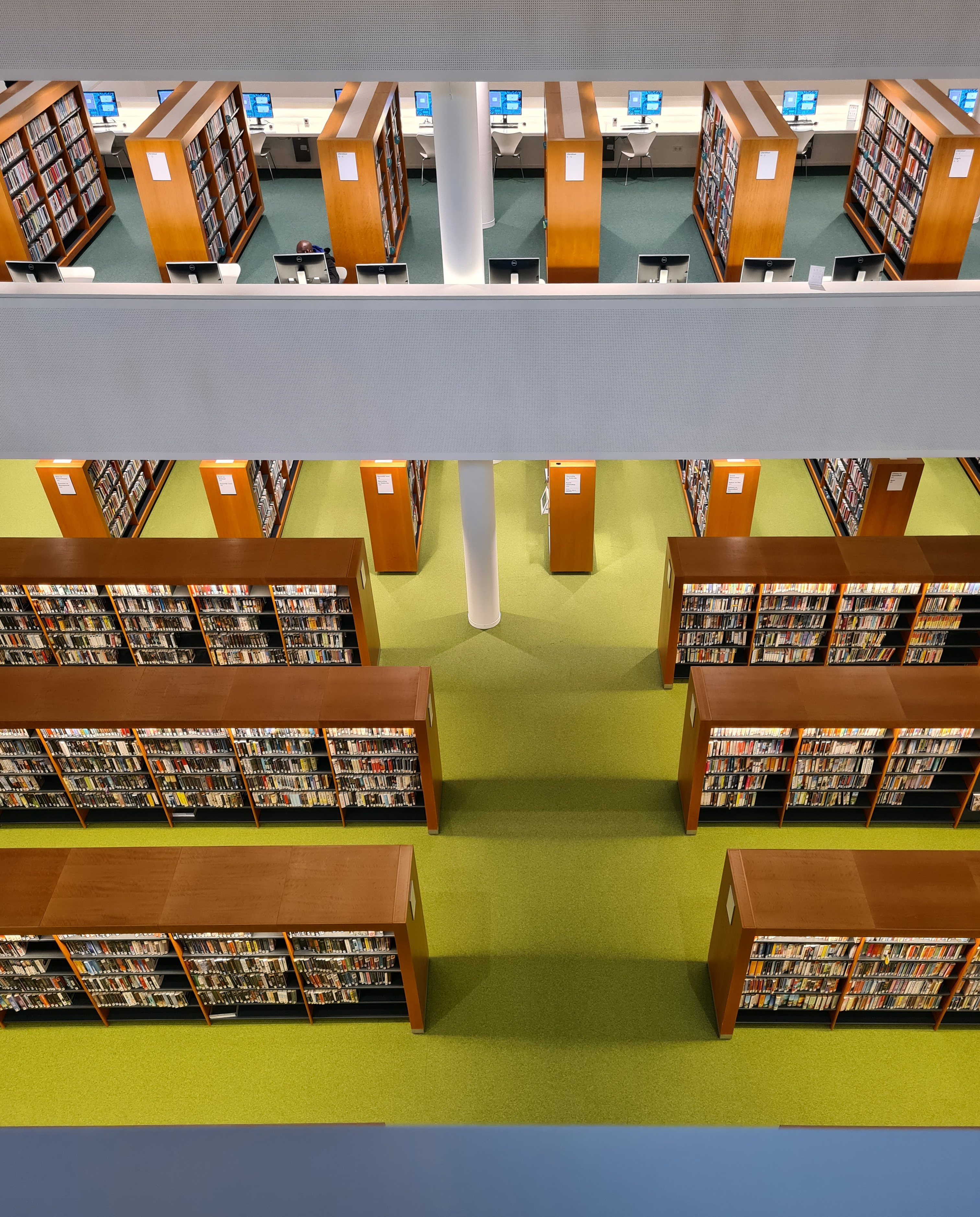
Bibliotheekgedeelte

## Boekencollecties
De bibliotheek van het Centre Céramique, hoewel sterk ingekrompen, telt nog steeds meer dan 200.000 banden. Tot de bijzondere collecties behoren circa 20.000 Limburgensia (boeken en tijdschriften die betrekking hebben op Limburg), ongeveer 10.000 publicaties over didactiek en lesmethodes (waaronder een verzameling schoolplaten), de qua omvang op twee na grootste collectie schaakboeken in Nederland, een ruim 3000 banden omvattende collectie devotionalia (handelend over rooms-katholieke spiritualiteit) en een unieke verzameling boeken over bedevaarten (met name met betrekking tot Santiago de Compostella).
De boekencollectie omvat tevens een verzameling handschriften en oude drukken vanaf de 15e eeuw. In enkele gevallen is in een boekomslag het perkament van een ouder handschrift verwerkt. Onder de oude medische handboeken bevindt zich een exemplaar van het laat-middeleeuwse kruidenboek Hortus sanitatis met fraaie illustraties. Het bezit een originele uitgave van Anna Bijns' Schoon ende suverlijc boecxken inhoudende veel constige refereinen uit 1528, alsmede een Latijnse uitgave van deze liedbundel uit 1529. Bijzonder is ook de eerste druk van Mozart's klavierversie van Die Zauberflöte, in 1793 verschenen in Bonn, een jaar na de première van de opera. Van de Maastrichtse cellist en componist Joseph Hollman zijn diverse uitgaven aanwezig.

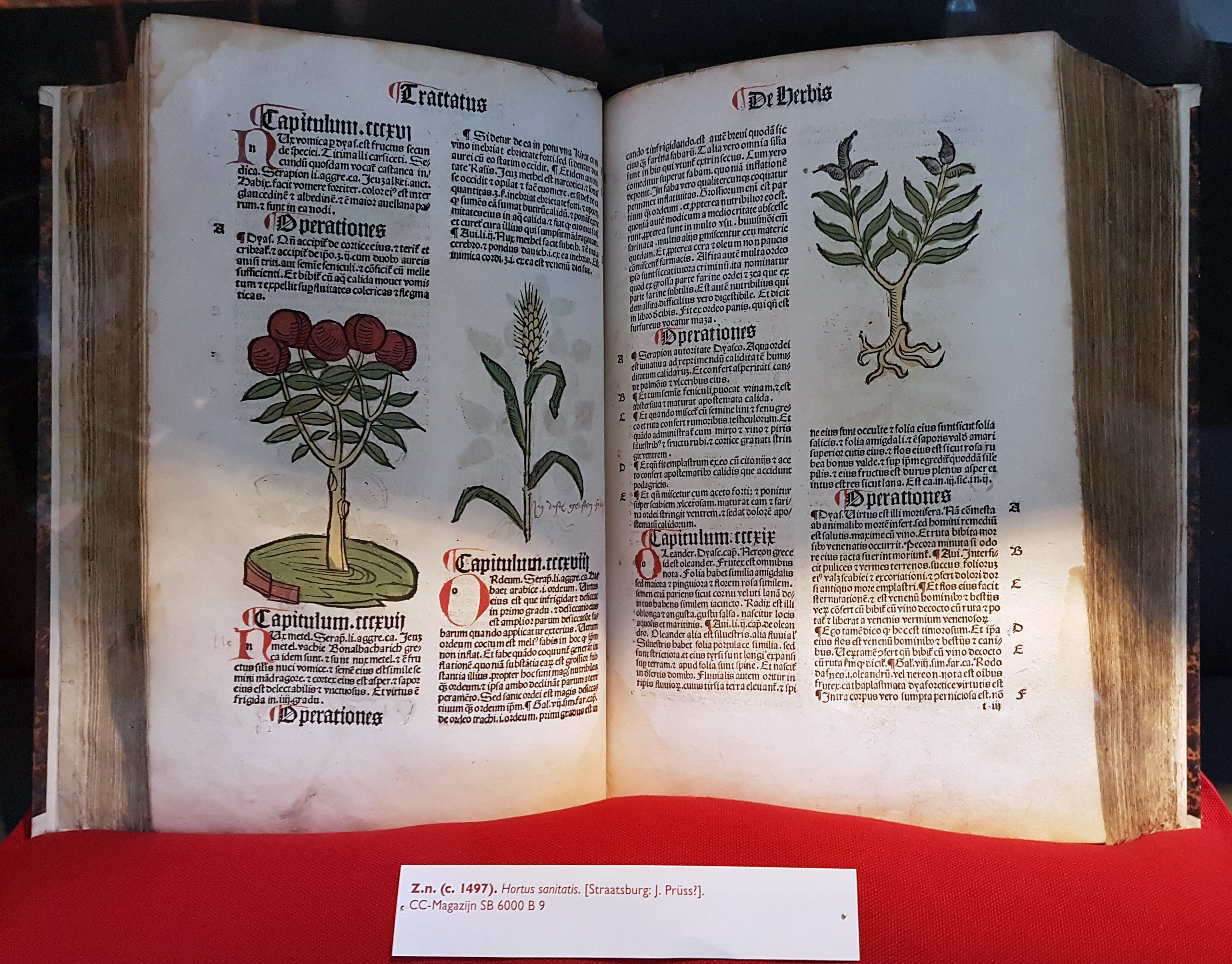
Hortus sanitatis (1497)
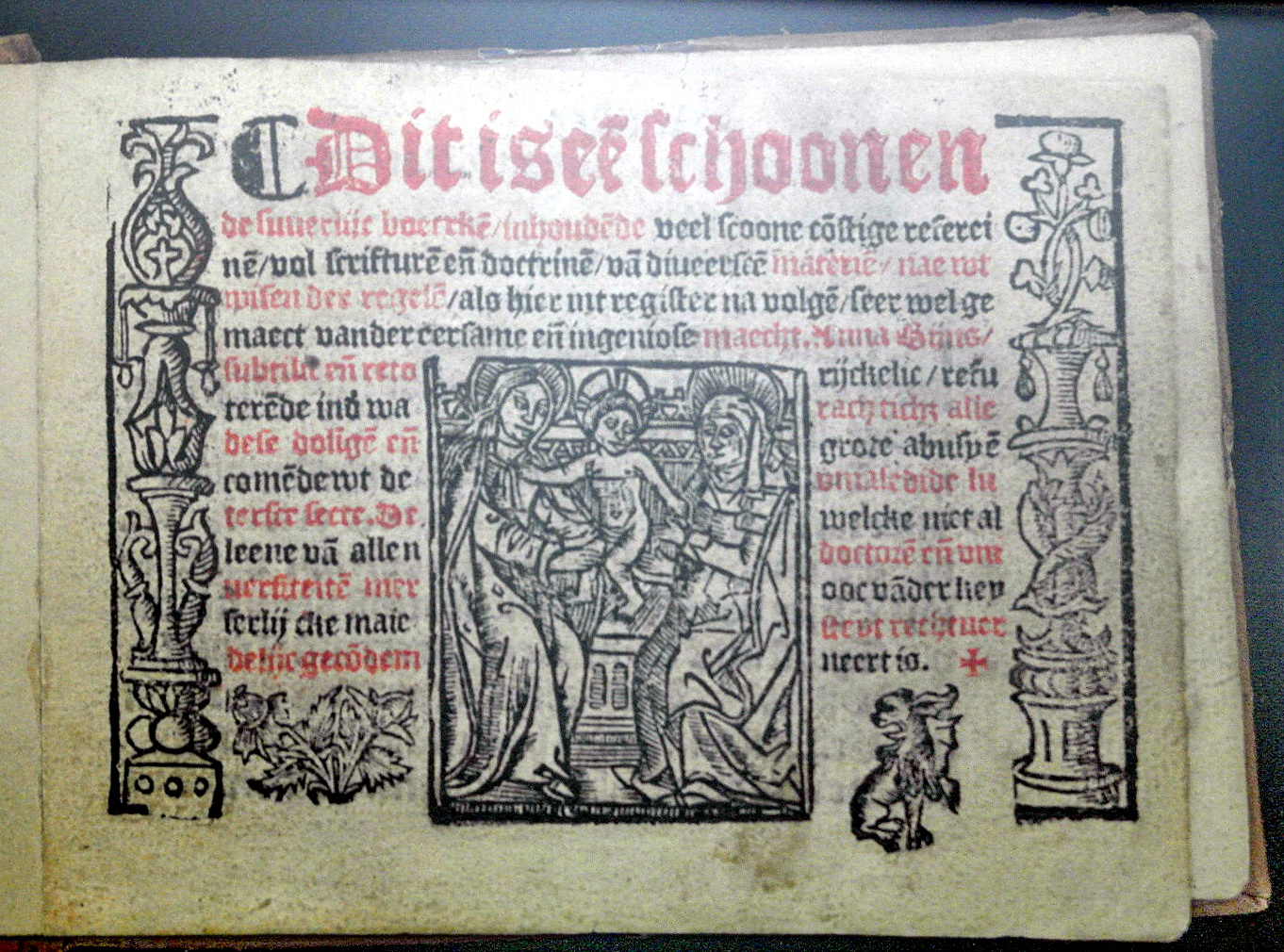
Titelblad van Anna Bijns' Refereinen (1528)
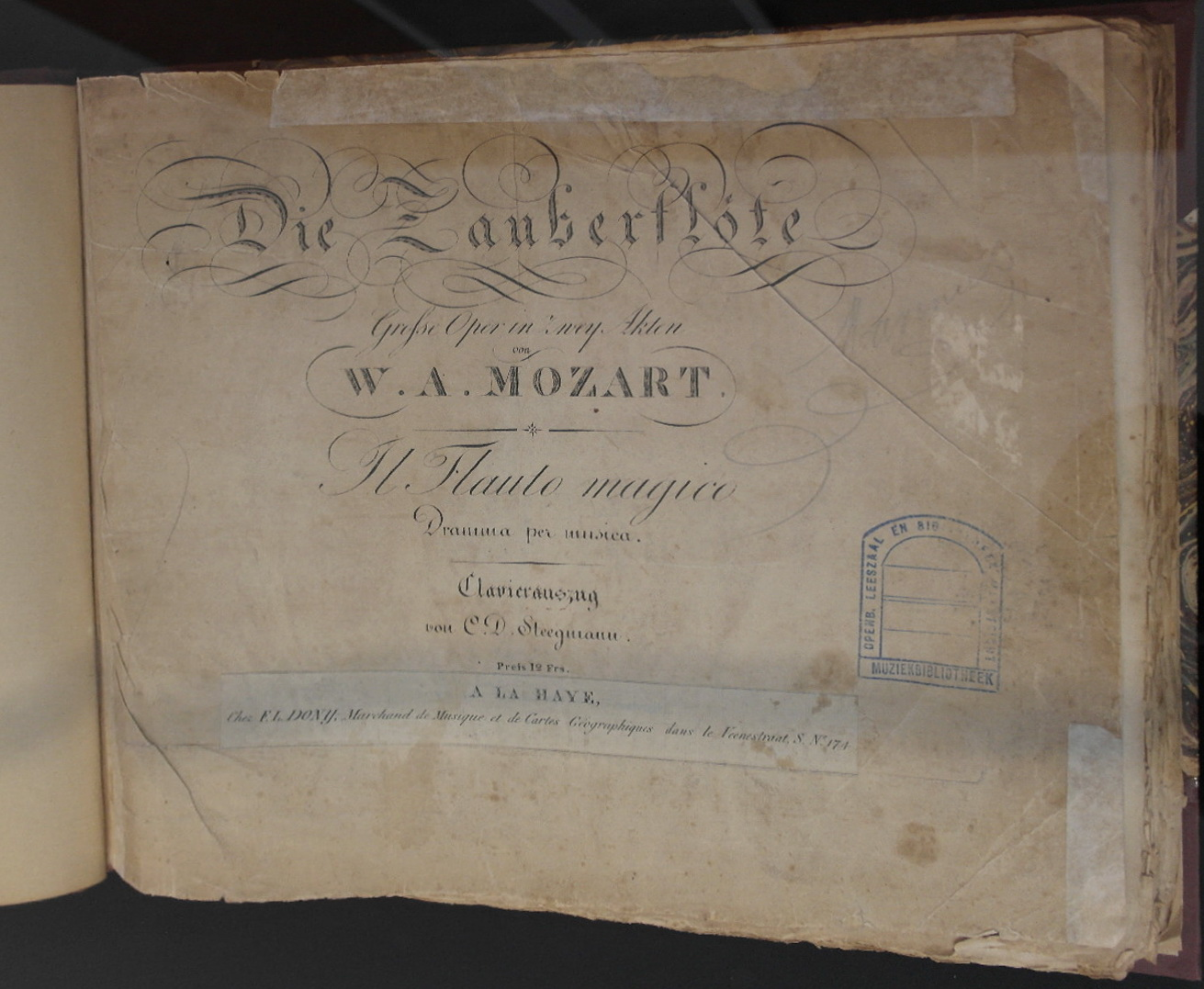
Klavieruitgave Die Zauberflöte (1793)
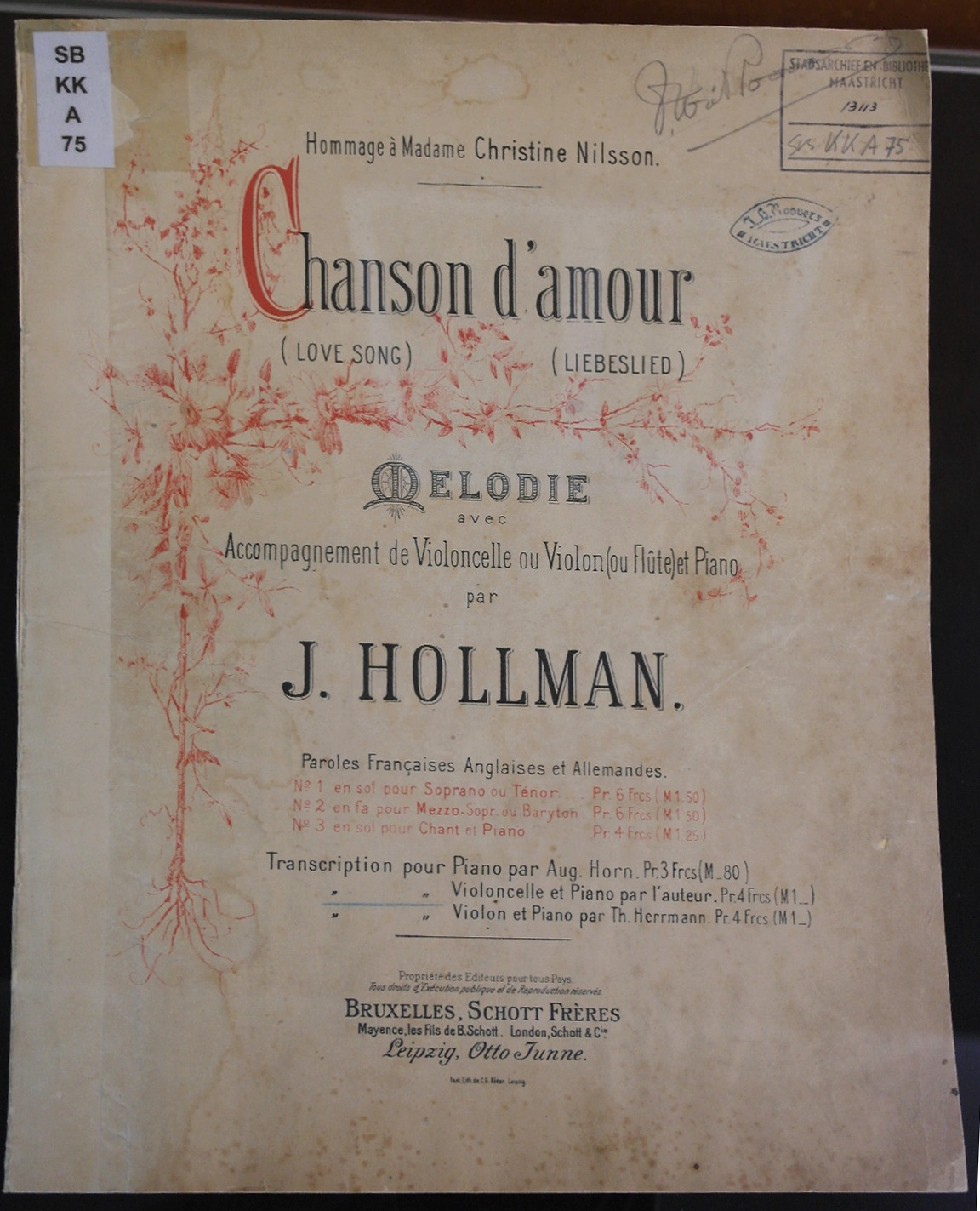
Lied van Joseph Hollman, aan Kristina Nilsson opgedragen

## Museale collecties
In het Centre Céramique wordt een deel van de archeologische en historische verzamelingen van Limburgs Geschied- en Oudheidkundig Genootschap (LGOG) bewaard, aangevuld met de oudheidkundige collectie van de gemeente Maastricht en de collecties Maastrichts aardewerk en Maastrichts glas van enkele lokale fabrieken. Ook de bekende Maquette van Maastricht uit 1752 staat in het Centre Céramique opgesteld. Daarnaast zijn er de zeer diverse verzamelingen Japanse prenten, historische schoolplaten en natuurwetenschappelijke instrumenten en gereedschappen ondergebracht. Sinds 2023 is een deel van de collecties te zien in het Maastricht Museum.

### Archeologische collectie
Tot 1999 was het Bonnefantenmuseum zowel museum van schone kunsten als archeologisch en historisch museum. In dat jaar droeg het museum een deel van de collectie archeologie van het LGOG over aan de gemeente Maastricht, thans te zien in het Maastricht Museum in Centre Céramique. Een ander deel bevindt zich in het Limburgs Museum te Venlo. In Centre Céramique is tevens het Gemeentelijk Depot voor Bodemvondsten Maastricht (GDBM) gevestigd. Hoogtepunten uit de collectie zijn de Keltische muntschat uit Amby, enkele honderden uit de Maas opgedregde Romeinse sculptuurfragmenten, een groot aantal Merovingische grafvondsten, vondsten uit middeleeuwse beerputten en een van de circa 70 paardenskeletten, die bij Borgharen zijn opgegraven.

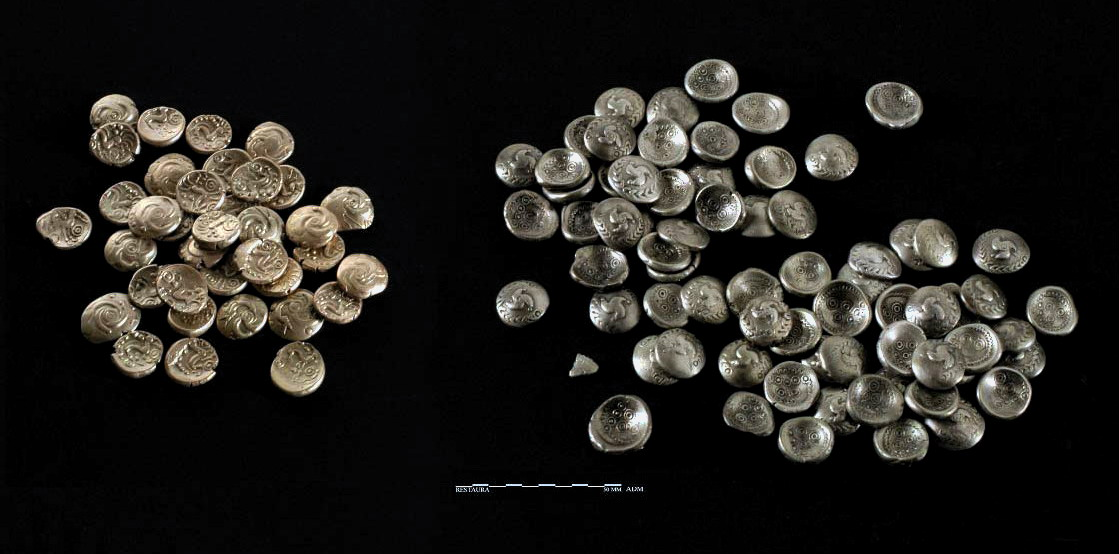
Keltische muntschat (Amby, 1e eeuw v Chr)
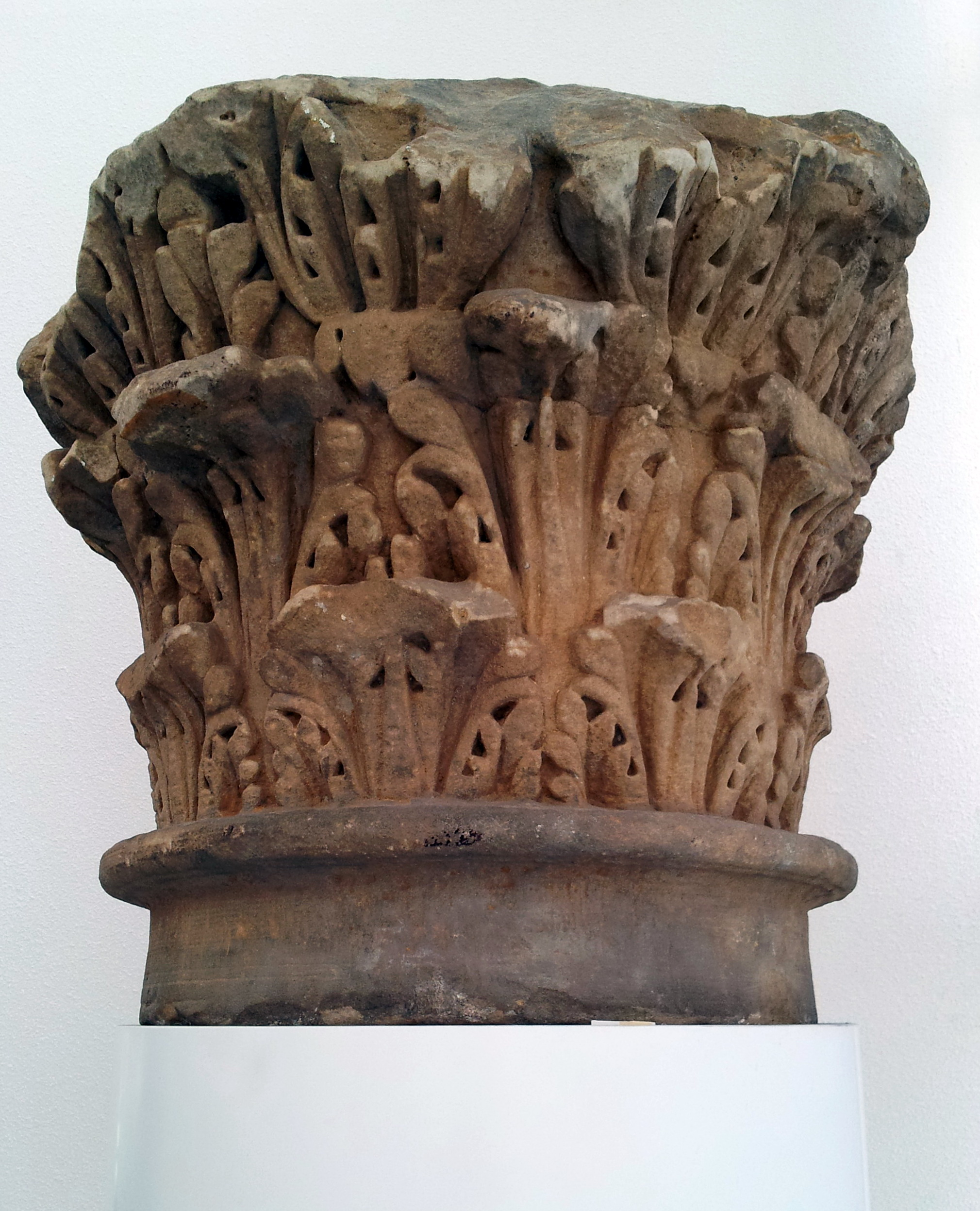
Korinthisch kapiteel (villa Herkenberg, Meerssen, ca. 200)
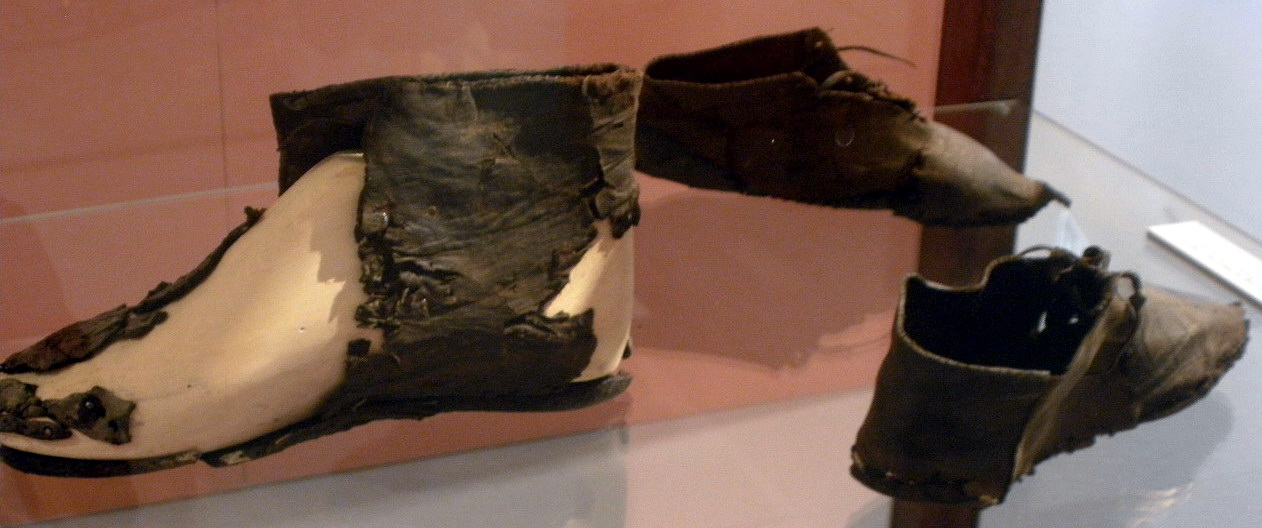
Middeleeuwse schoen (Wolfstraat, 12e eeuw)
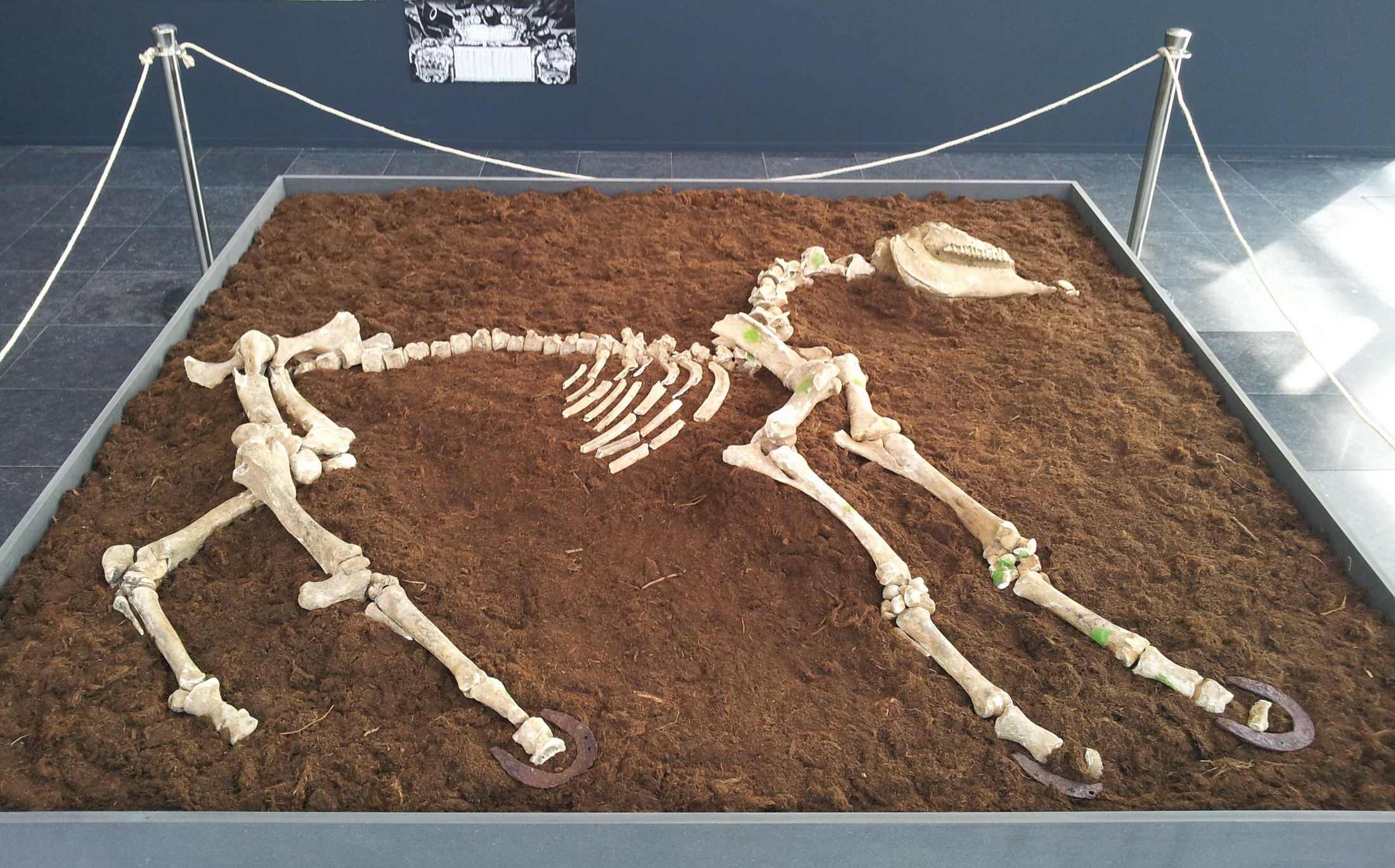
Paardenskelet (Borgharen, Beleg van Maastricht, 1794?)

### Historische collectie
Het pronkstuk van de historische collectie is zonder meer de kopie van de Maquette van Maastricht, een nauwgezet schaalmodel van de stad ten tijde van het Beleg van Maastricht (1748). Het centrale deel van de maquette staat permanent opgesteld; de complete maquette, die ruim 40m² in beslag neemt, is slechts eens in de vijf jaar te zien. Ook een maquette van het Romeins castellum van Maastricht is onderdeel van de vaste opstelling van het Maastricht Museum.

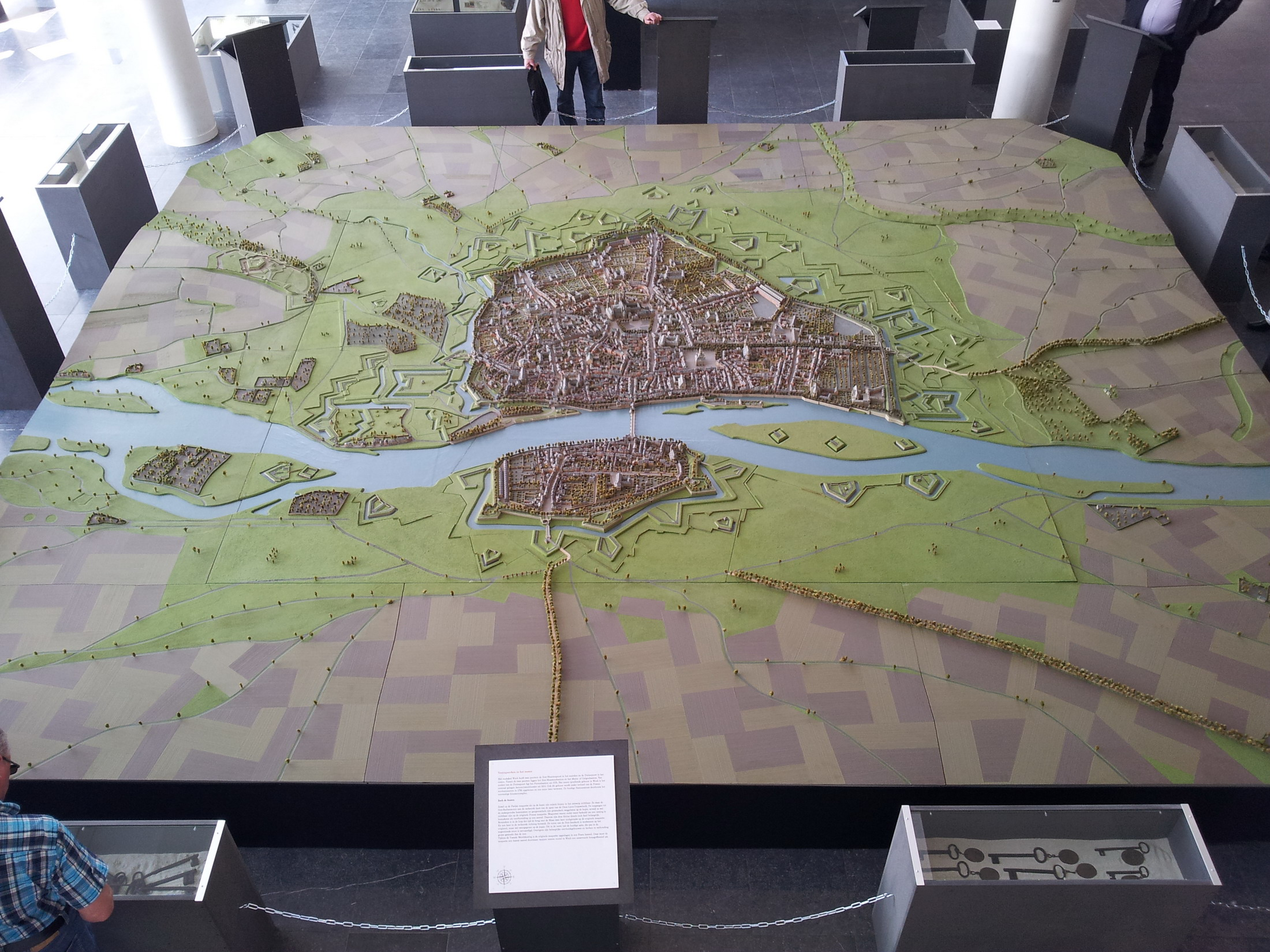
Maquette van Maastricht in 1748
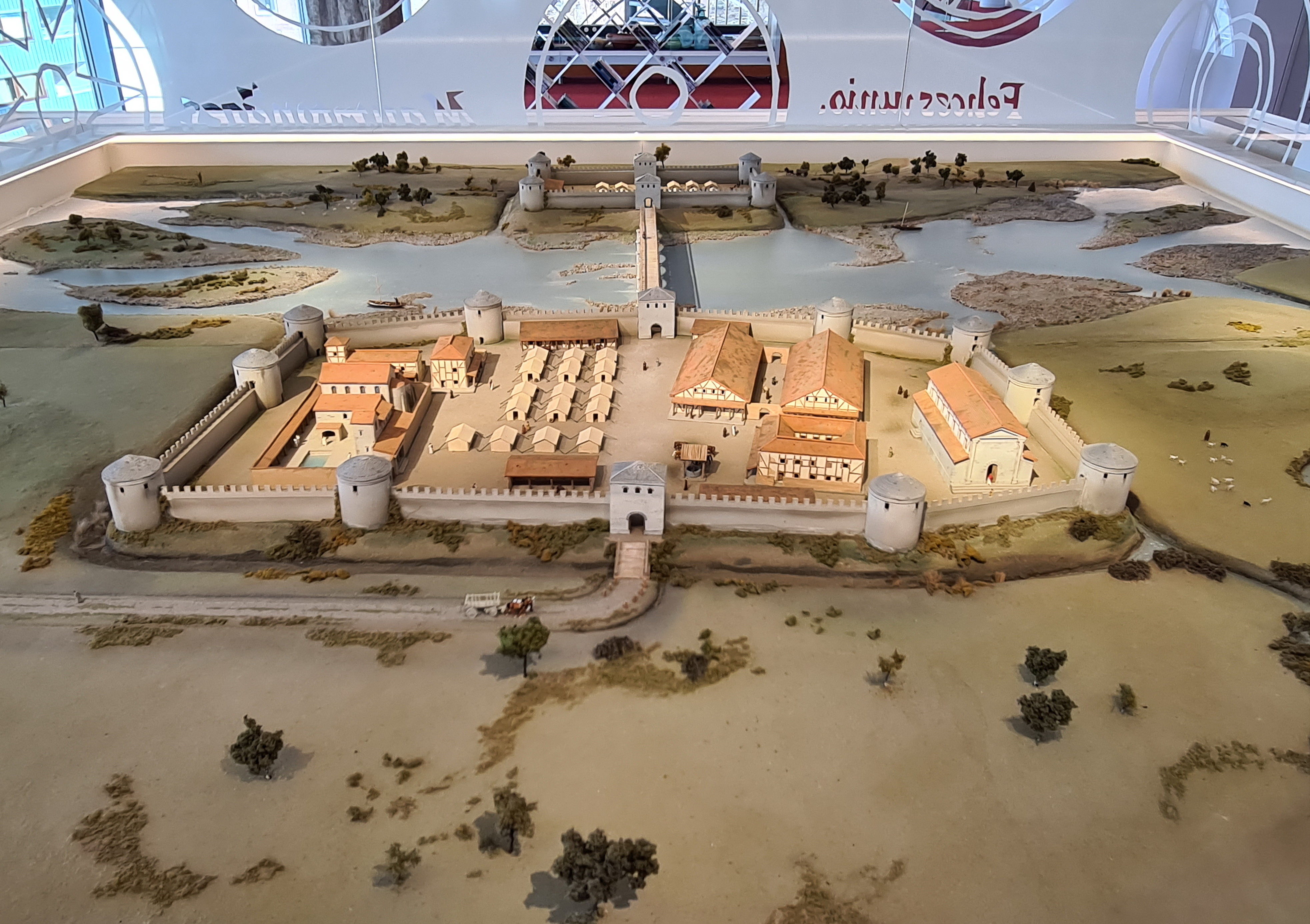
Maquette Romeins castellum
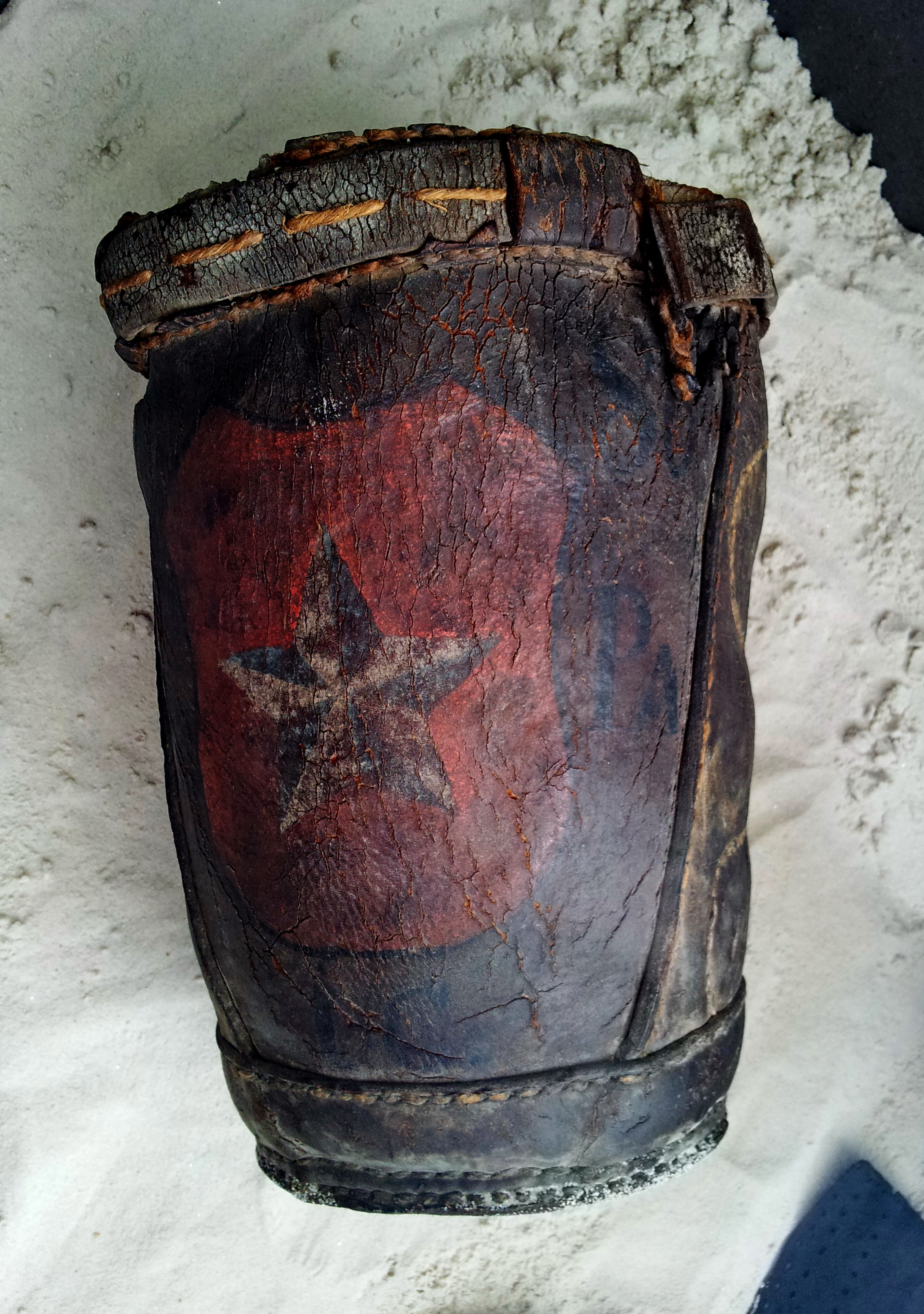
Leren brandemmer met stadswapen
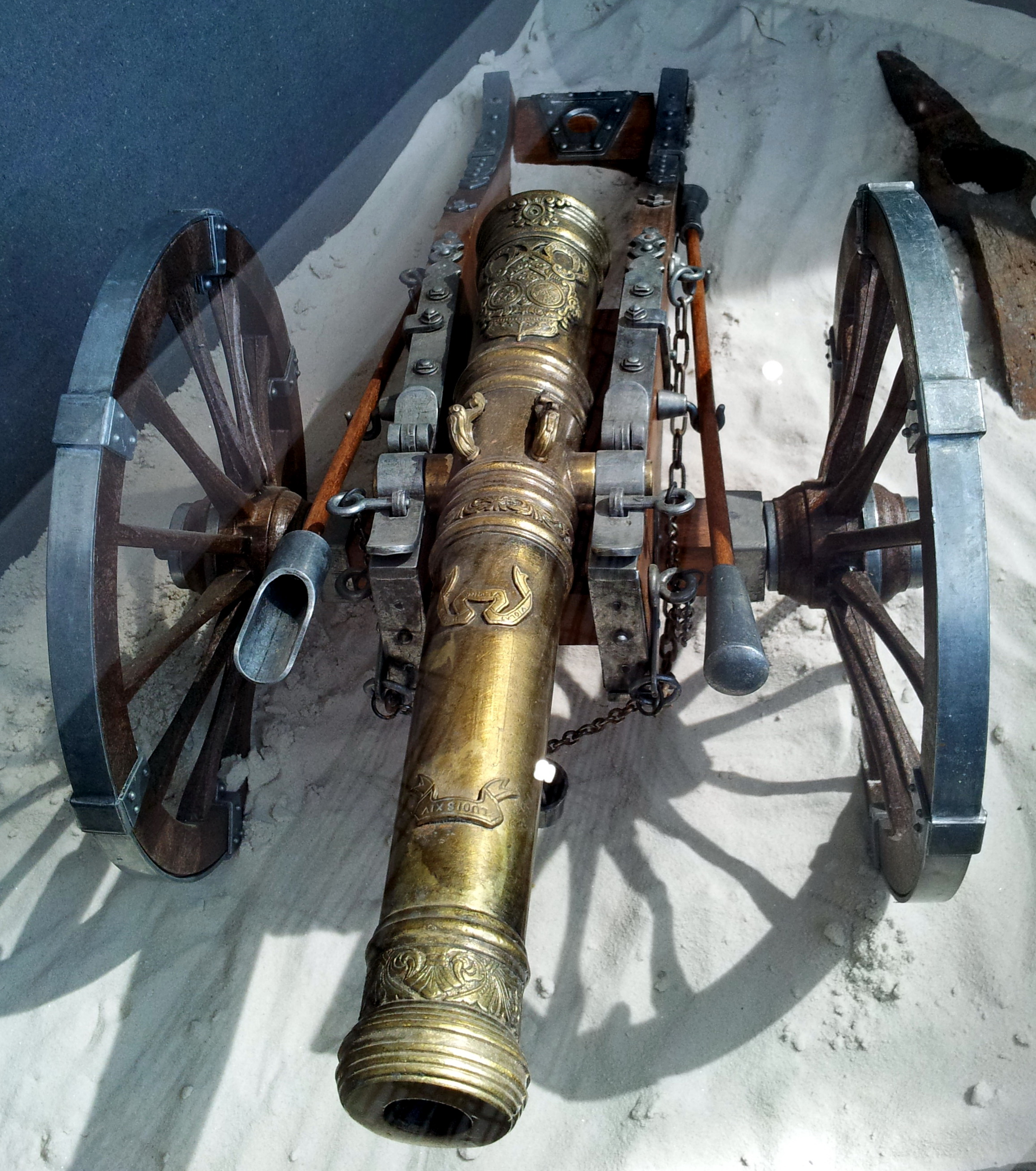
17e-eeuws kanon

### Collectie Maastrichts aardewerk
De collectie Maastrichts aardewerk van Centre Céramique/Maastricht Museum bevat producten en memorabilia van de bekende Maastrichtse aardewerkfabrieken Petrus Regout/De Sphinx (1834–1958), N.A. Bosch (1853–1866) Société Céramique (1863–1958) en Mosa (1883–ca. 1970). Een belangrijk onderdeel is de ‘fabriekscollectie’ van de Koninklijke Sphinx, een systematische verzameling (57.000 stuks) van alle aardewerkproducten van Regout en Sphinx, vrijwel vanaf de oprichting in 1834. In 2009 ontving de Gemeente Maastricht de uitgebreide collectie Mosa aardewerk (11.000 stuks) van H. van Buren. Enkele kleinere schenkingen van particulieren vullen de collectie aan.

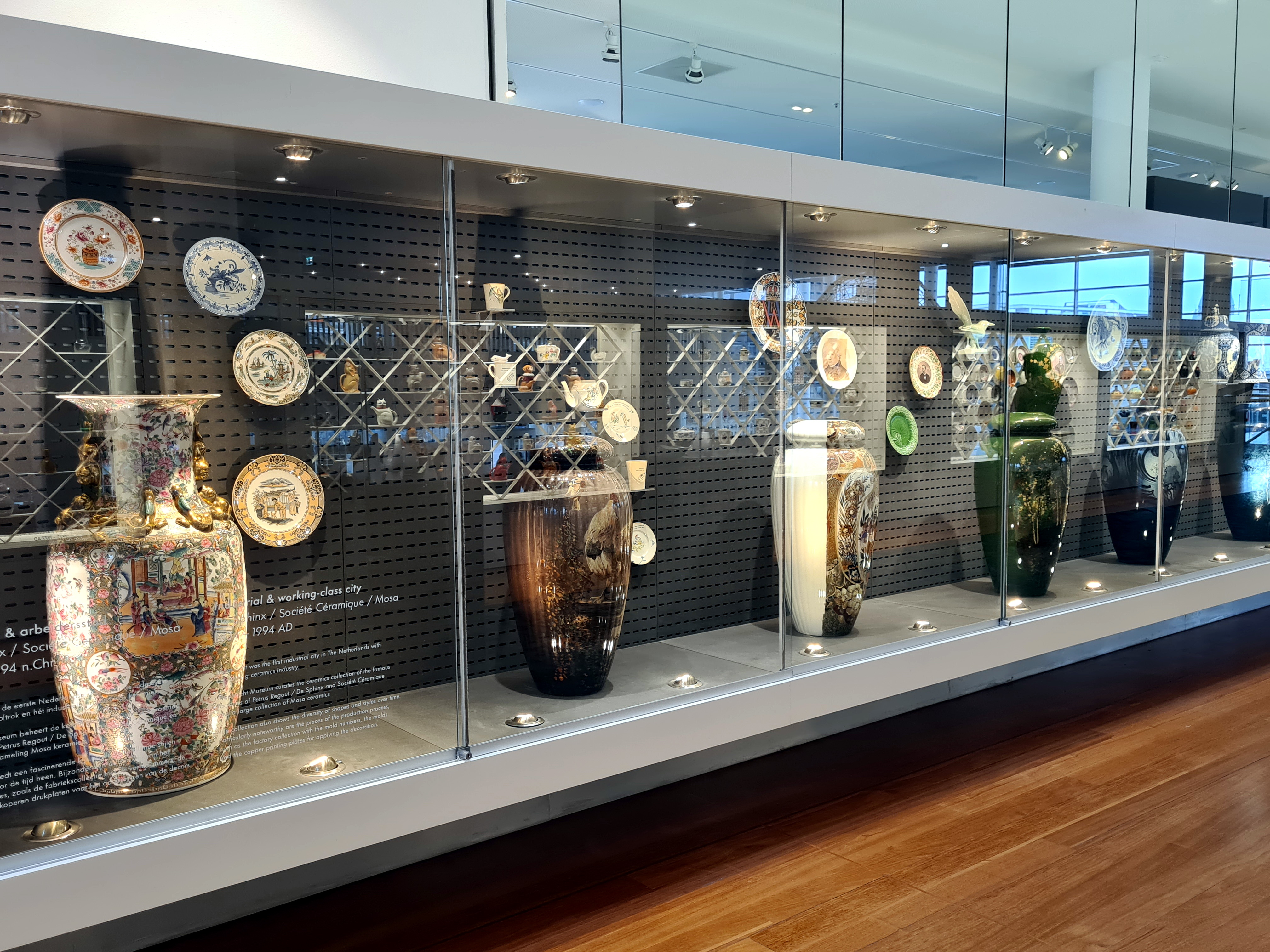
Vitrine Maastrichts aardewerk in Maastricht Museum
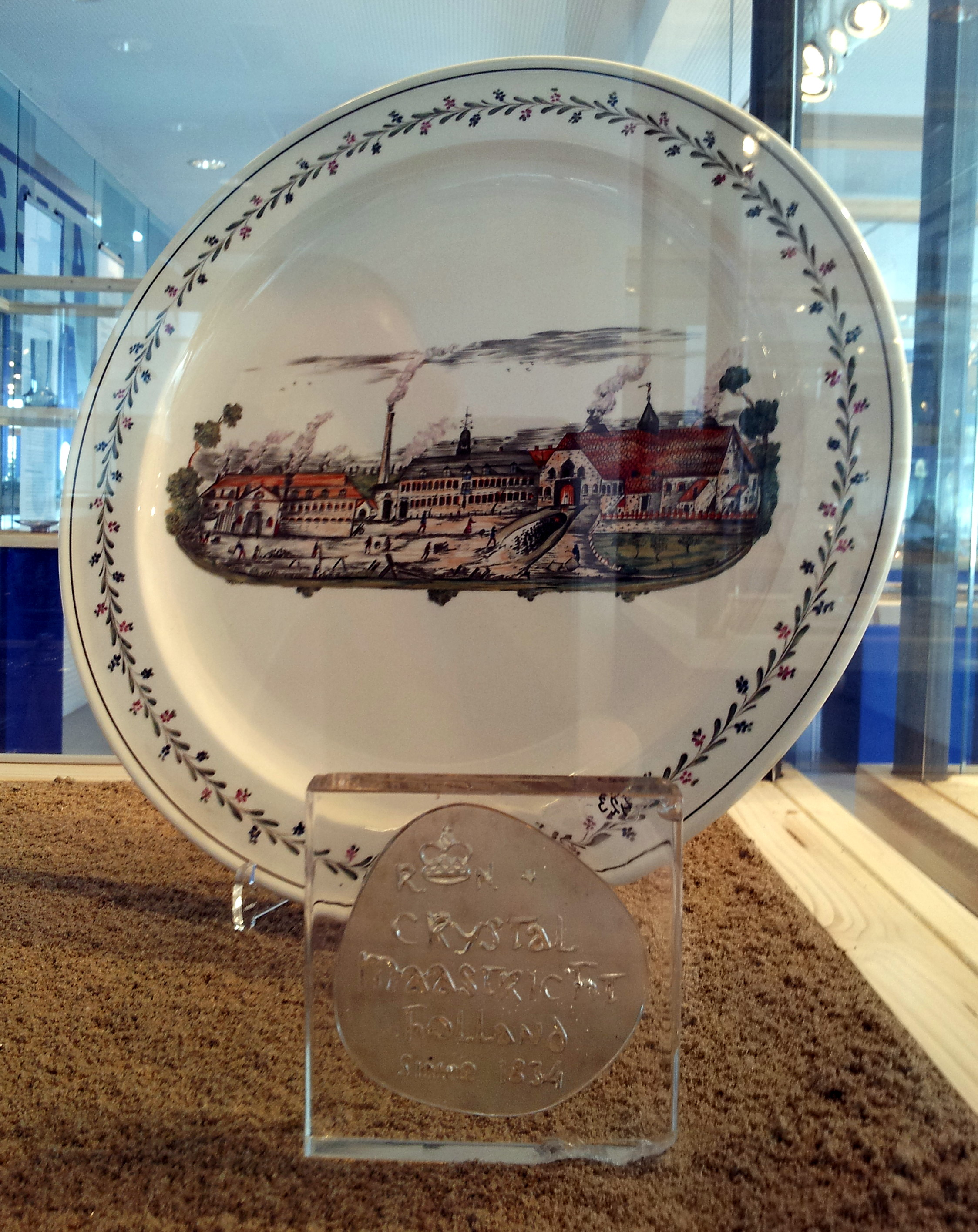
Herdenkingsbord aardewerk-fabriek Petrus Regout
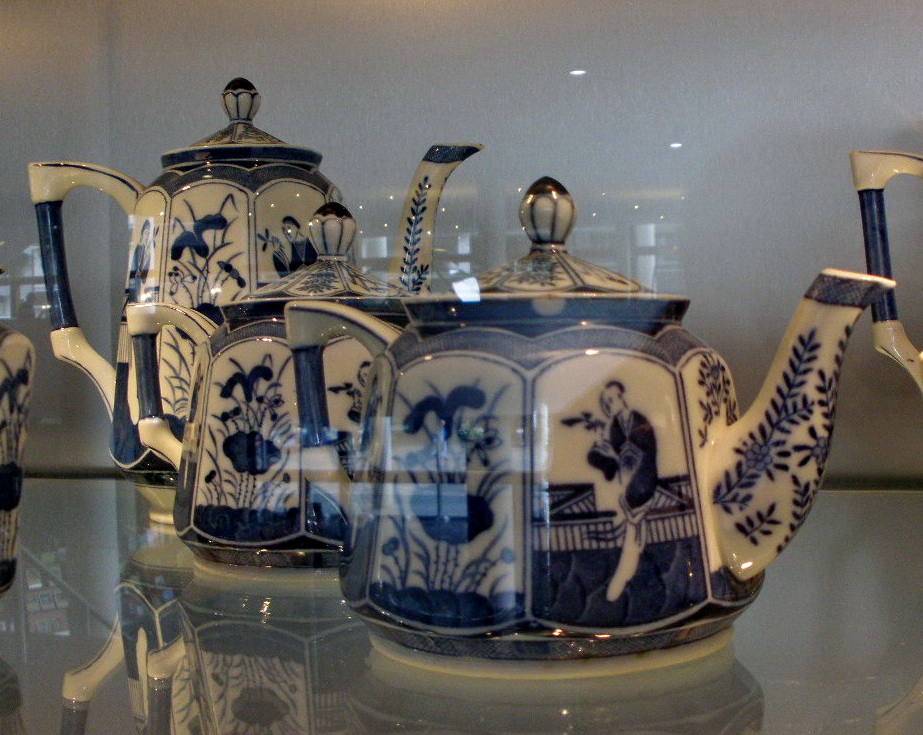
Mosa thee- en koffiepotten
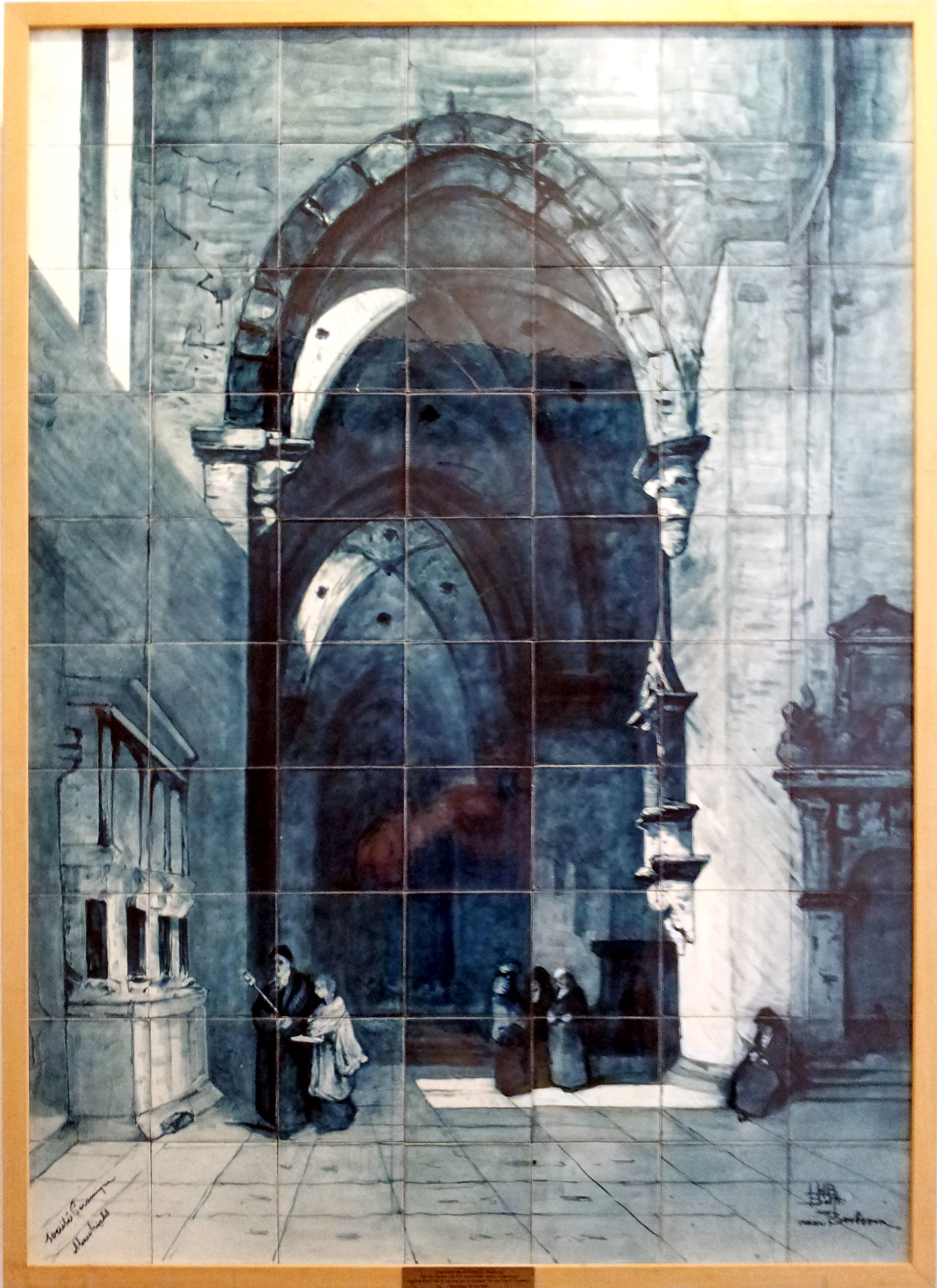
Tegeltableau Société Céramique

### Collectie glas
Een groot deel van de glascollectie van Centre Céramique/Maastricht Museum is geschonken door de Naardense verzamelaar W.J. Rust, voorheen te zien in het Glas- en Keramiekmuseum Maastricht aan de Brusselsestraat. De schenking bestaat voornamelijk uit 18e- en 19e-eeuws glas en kristal, maar bevat ook Romeins en Syrisch glaswerk. Deze verzameling wordt aangevuld met antiek glas uit de voormalige Bonnefantencollectie en enkele Frankische grafvondsten van de stichting Schatkamer Sint-Servaasbasiliek. De collectie wordt gecompleteerd door Maastrichts glas uit de late 19e en 20e eeuw, afkomstig van de Sphinx glasfabriek (1827-1925), de Stella glasfabriek (1876-1925) en de Kristalunie (1925-ca. 1970).

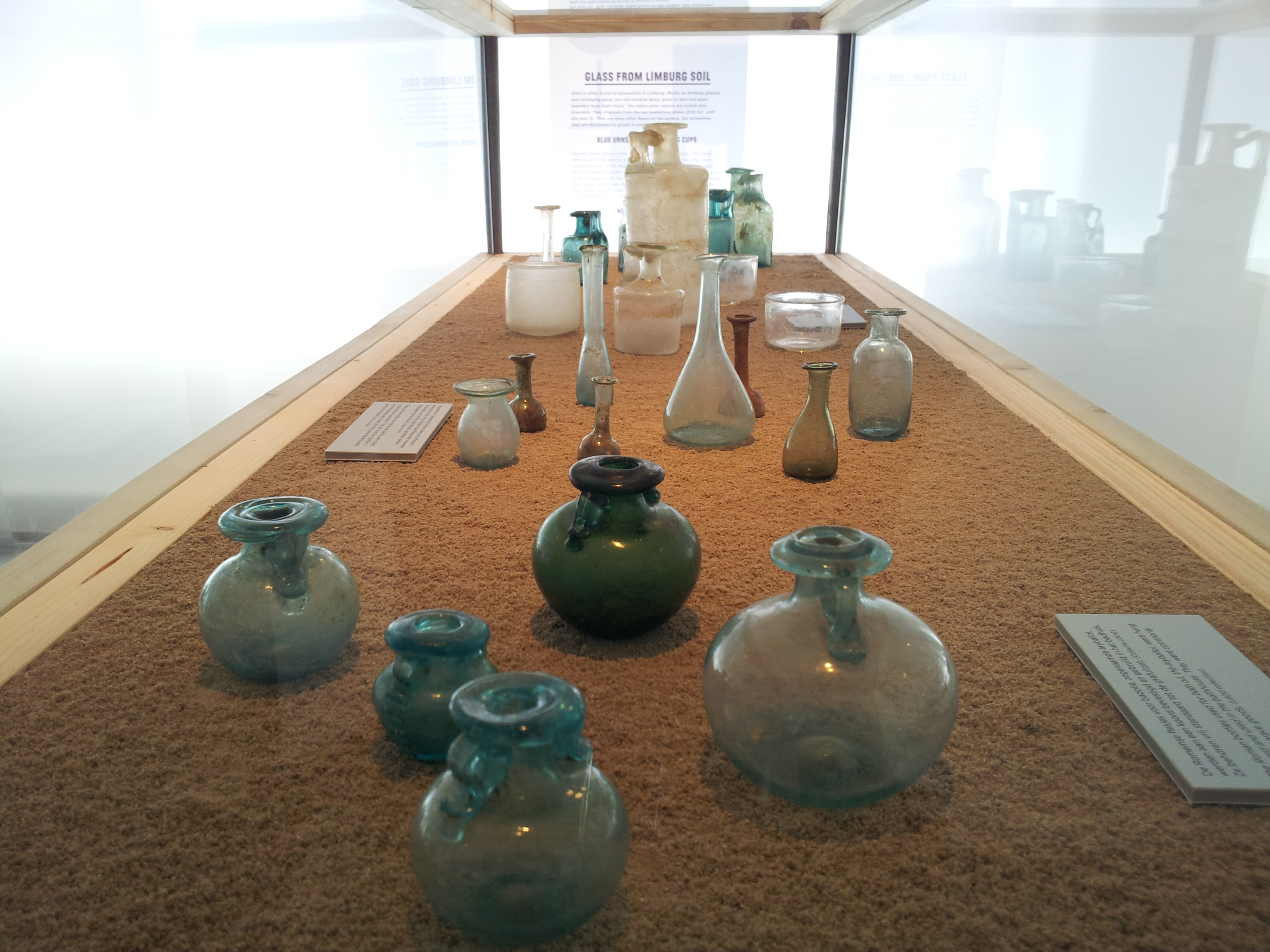
Romeins glas uit Maastricht
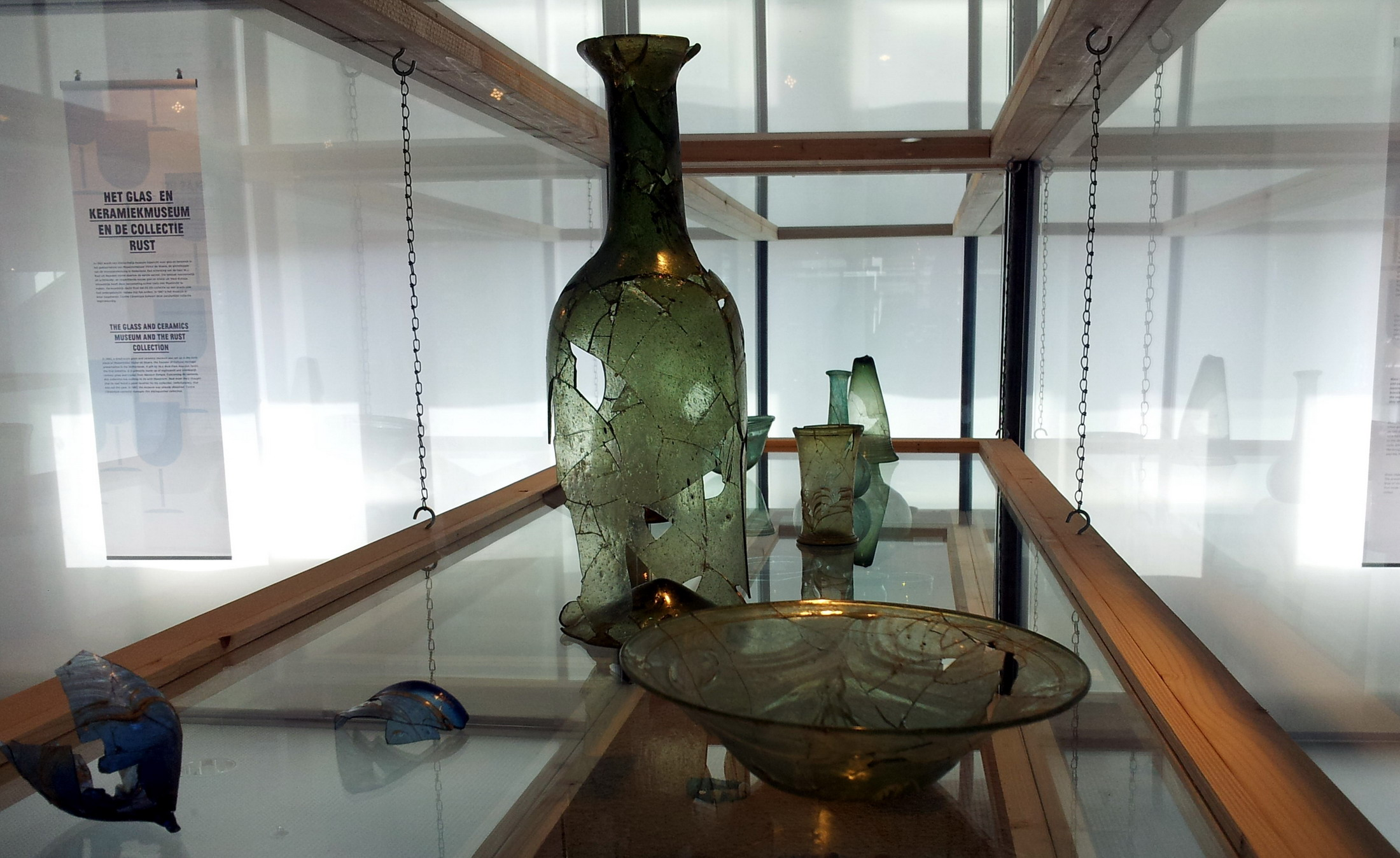
Merovingisch glas (grafvondst Borgharen)
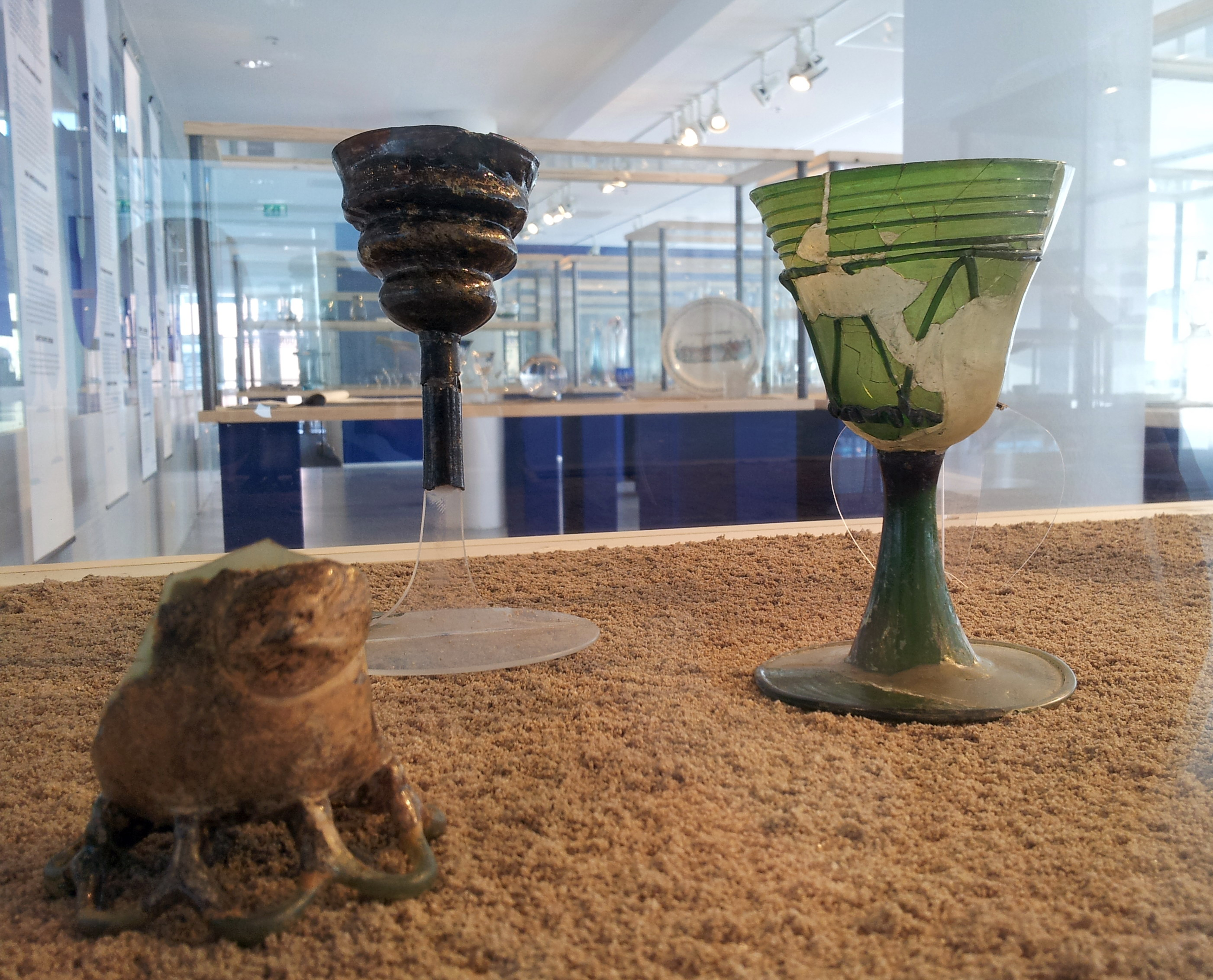
Laat-middeleeuwse drinkglazen (omgeving Vrijthof)
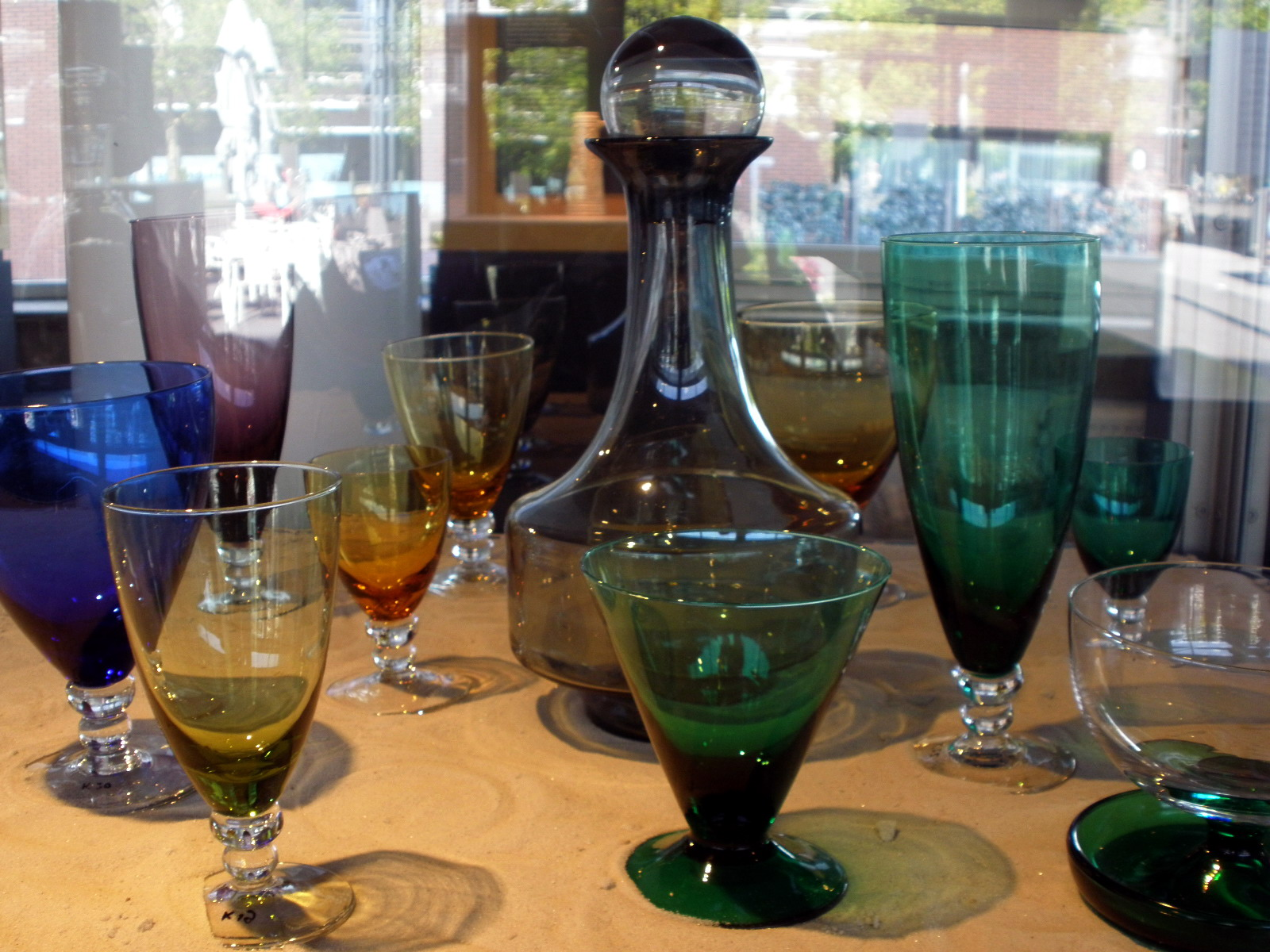
Glasservies Kristalunie (Max Verboeket, vanaf 1956)

### Japanse prenten
Het Centre Céramique bezit meer dan 700 Japanse prenten, zogenaamde Ukiyo-e houtsnedes, waarvan een deel in het Maastricht Museum te zien is. Het grootste deel van de prentenverzameling werd in 1997 geschonken door Jan van Reek en wordt door hem nog regelmatig aangevuld. In 2015 ontving het CC achttien Japanse prenten van het echtpaar Fijneman uit Waalwijk, waarmee een minitentoonstelling werd ingericht. De collectie geeft een overzicht van de prentkunst in Japan in de 18e, 19e en 20e eeuw, onder andere van Katsushika Hokusai en Ando Hiroshige.

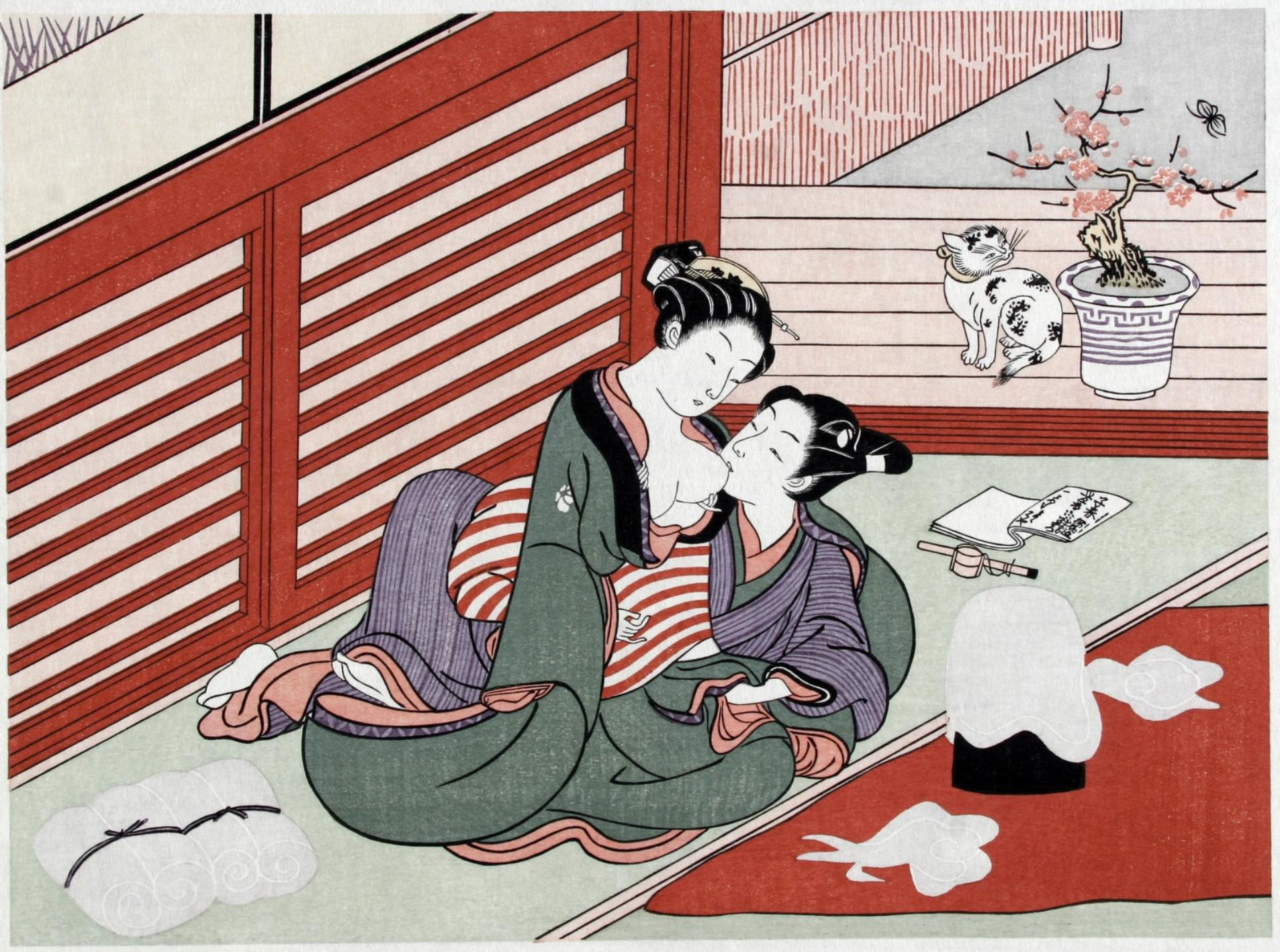
Suzuki Harunobu, Katoenspinnen (1760)
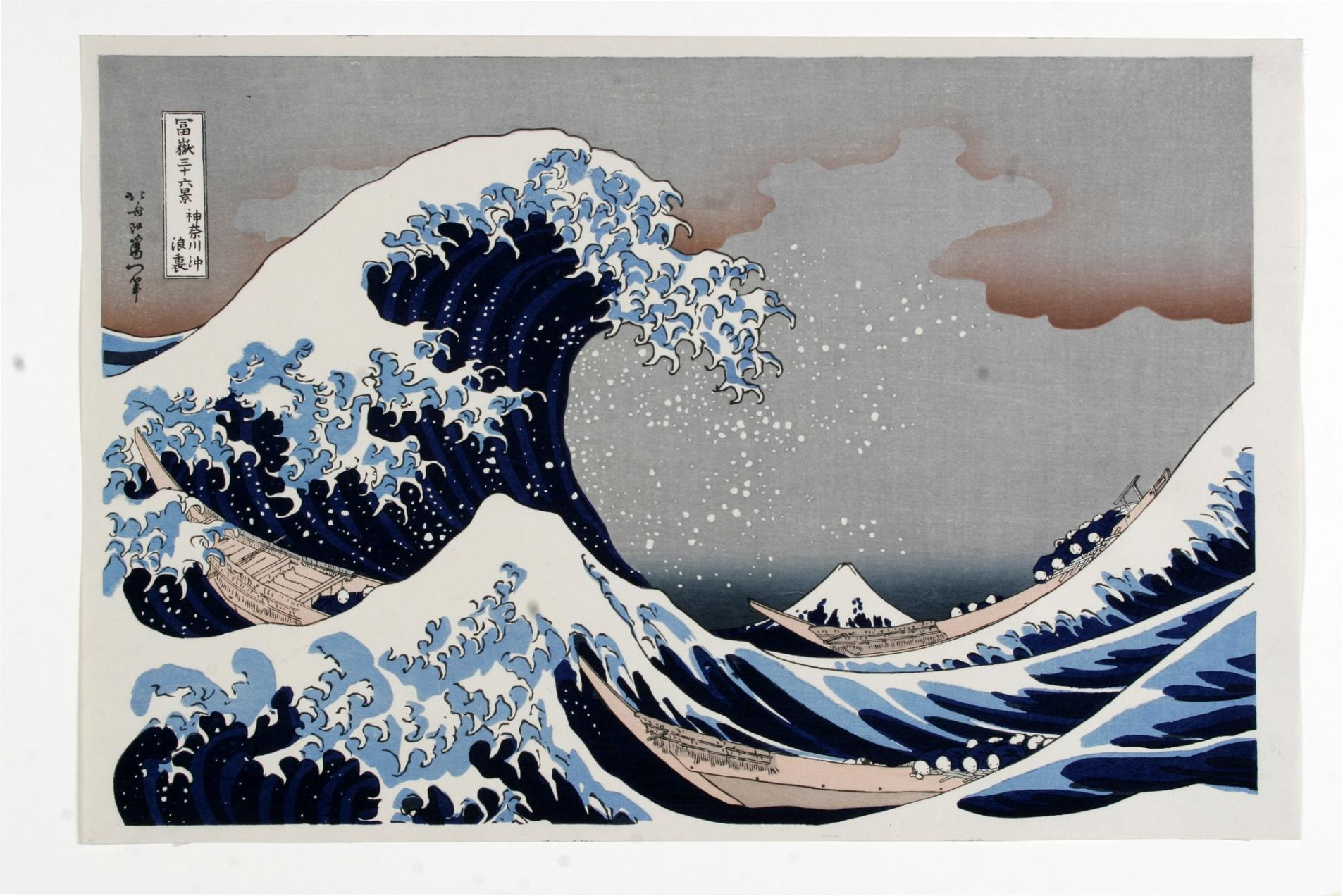
Katsushika Hokusai, De grote golf van Kanagawa (1829-'33)
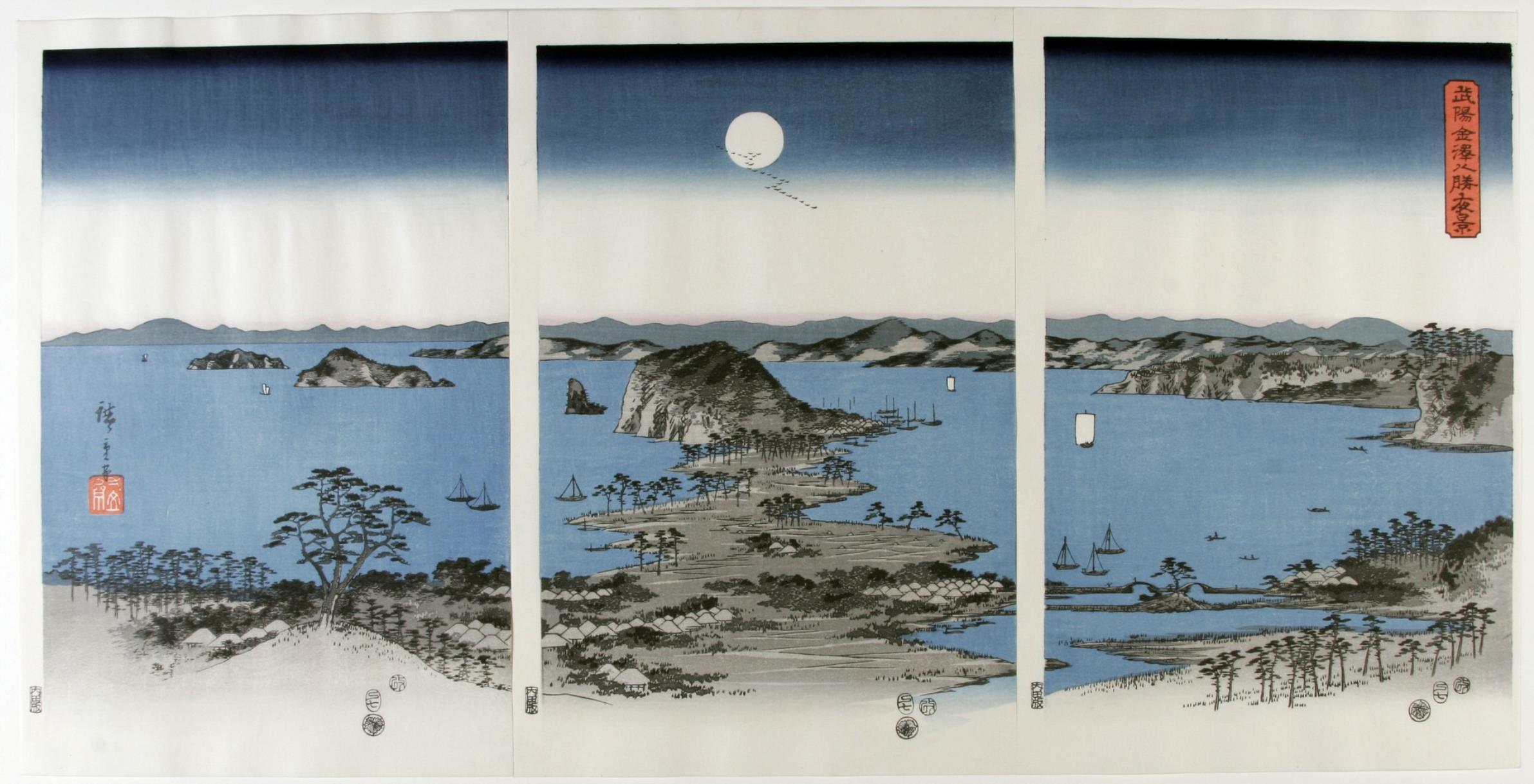
Ando Hiroshige, Gezicht bij Kanazawa bij volle maan (1857)
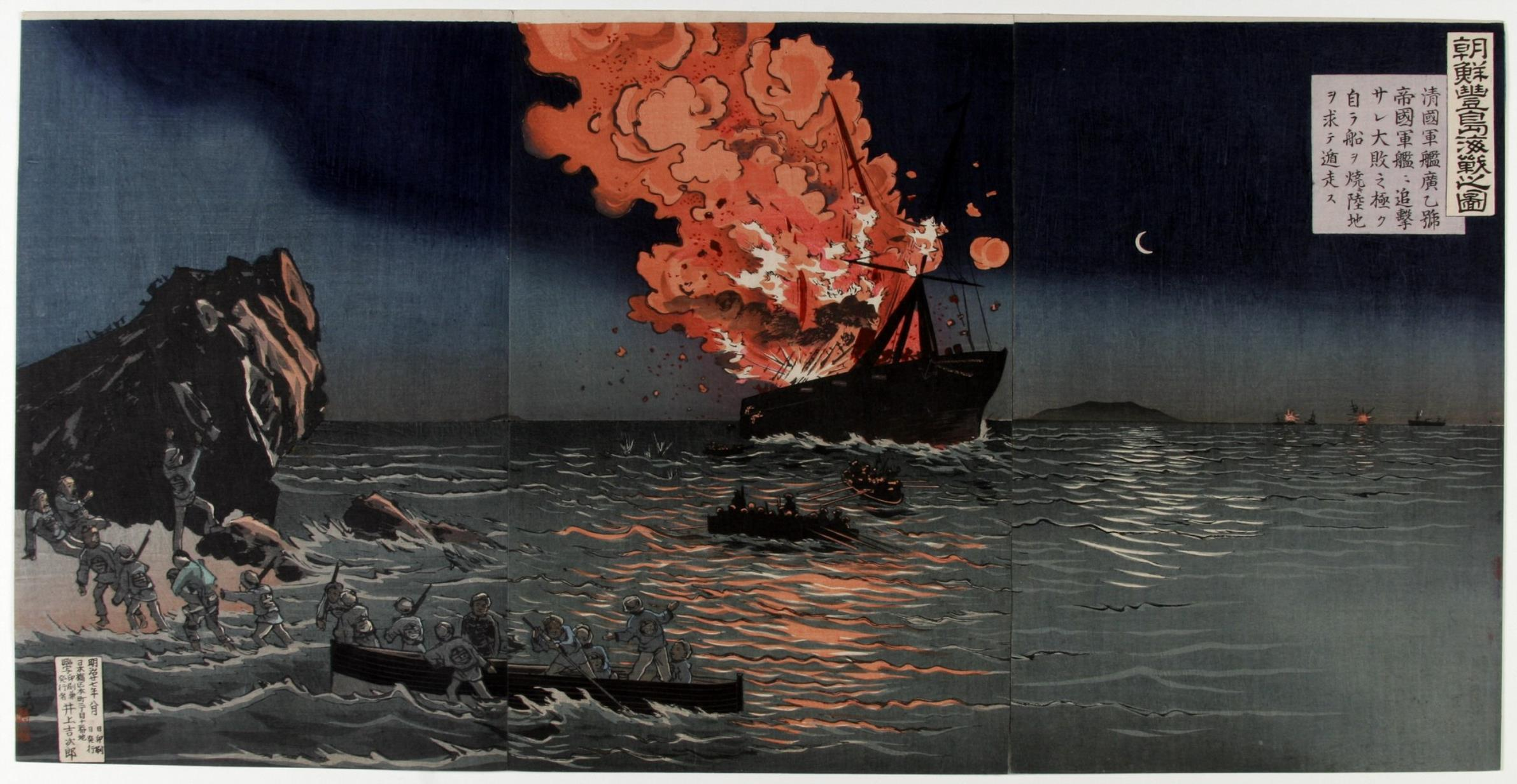
Kobayashi Kiyochika, Zeeslag bij Phung-To, Korea (1894)

### Schoolplaten
De circa 600 historische schoolplaten in de collectie van het Centre Céramique zijn ooit verzameld door de Broeders van Maastricht en daarna via de Centrale Bibliotheek terechtgekomen in de Stadsbibliotheek. De platen werden vroeger gebruikt in het onderwijs, met name bij de vakken aardrijkskunde, geschiedenis en biologie.

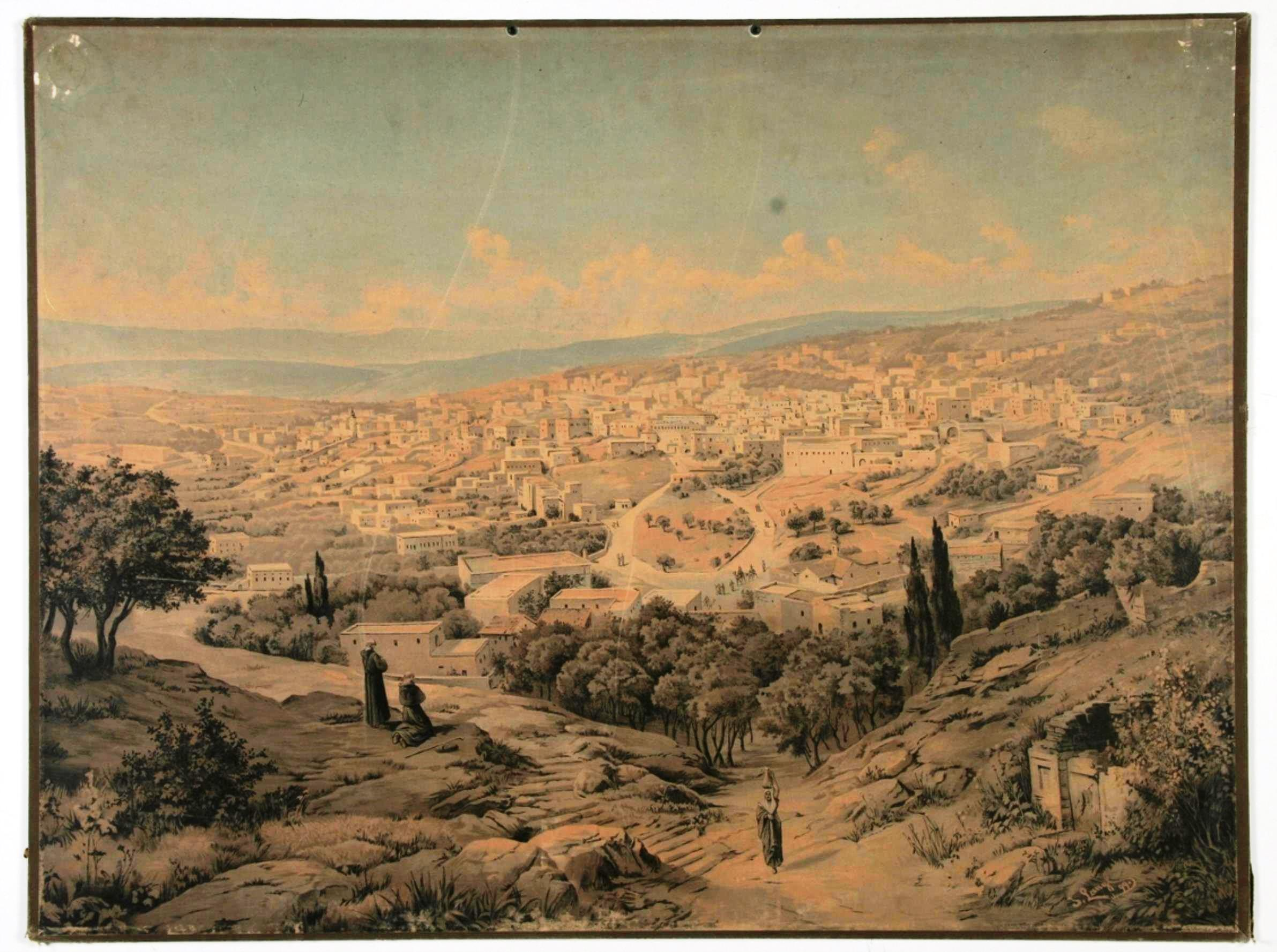
Duitse schoolplaat van een Oosterse stad (J. Langl, 1899)
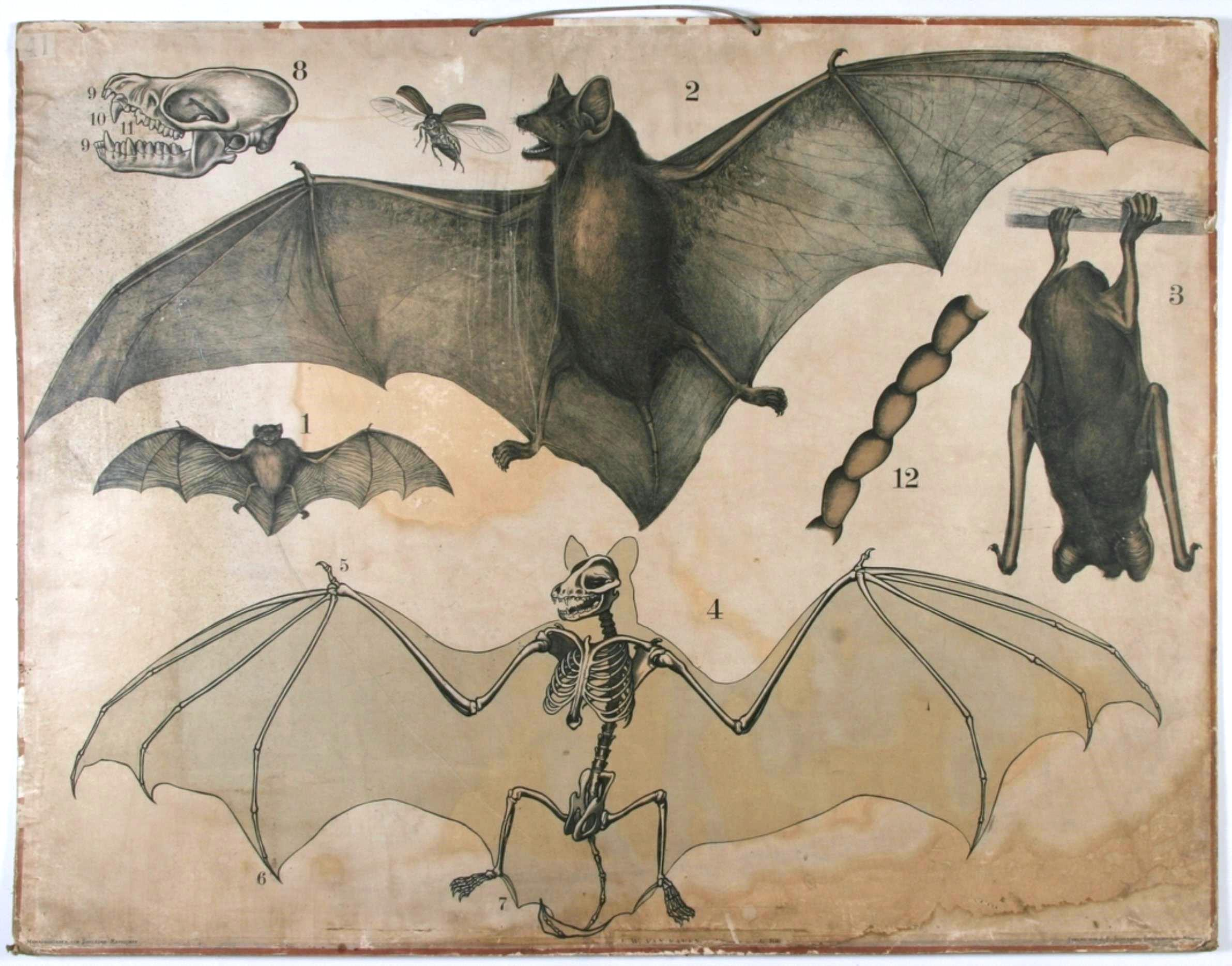
Nederlandse(?) schoolplaat van een vleermuis (ca. 1900?)
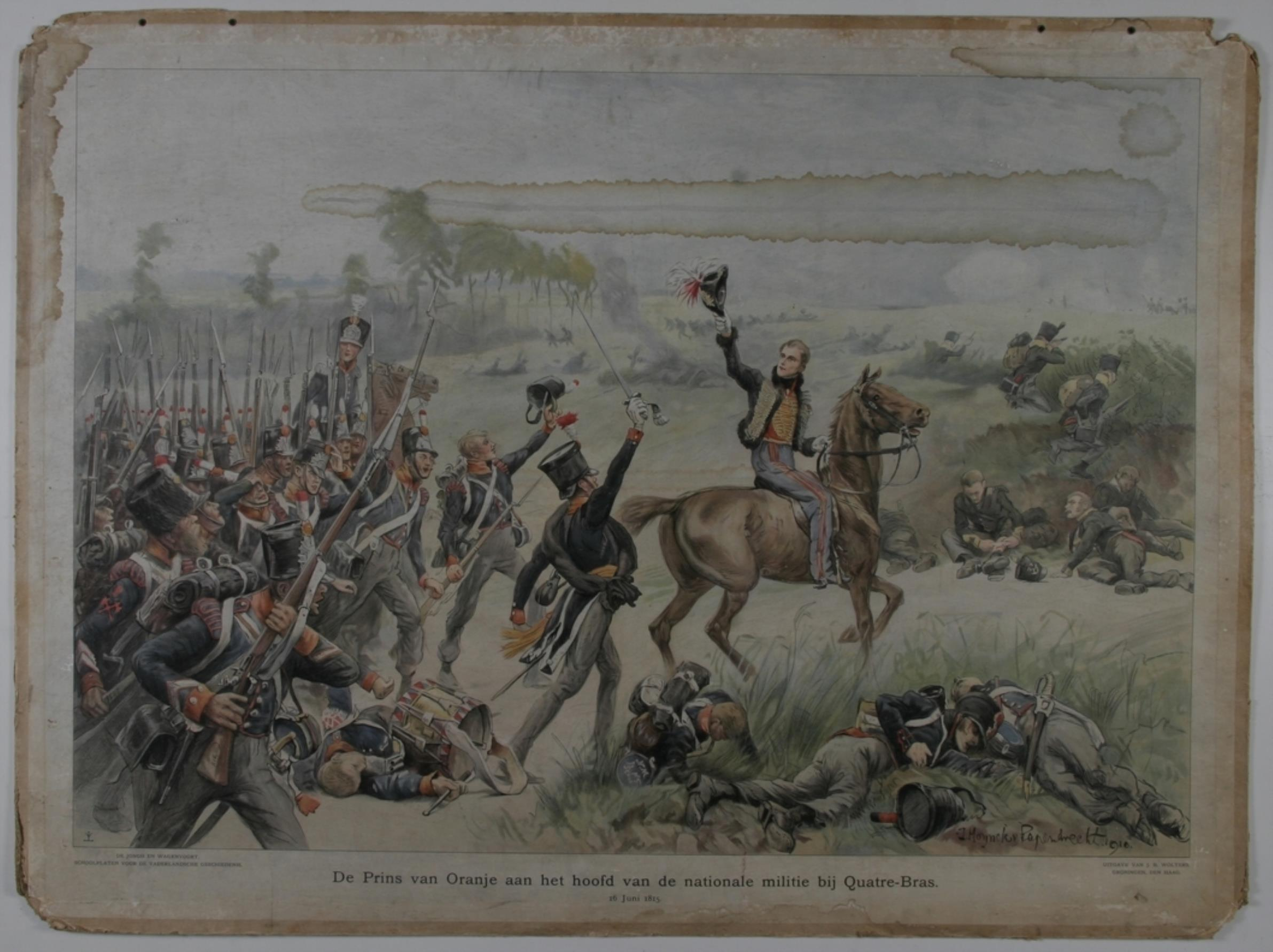
De Prins van Oranje bij Quatre-Bras (J.W. de Hoynck van Papendrecht, 1910)
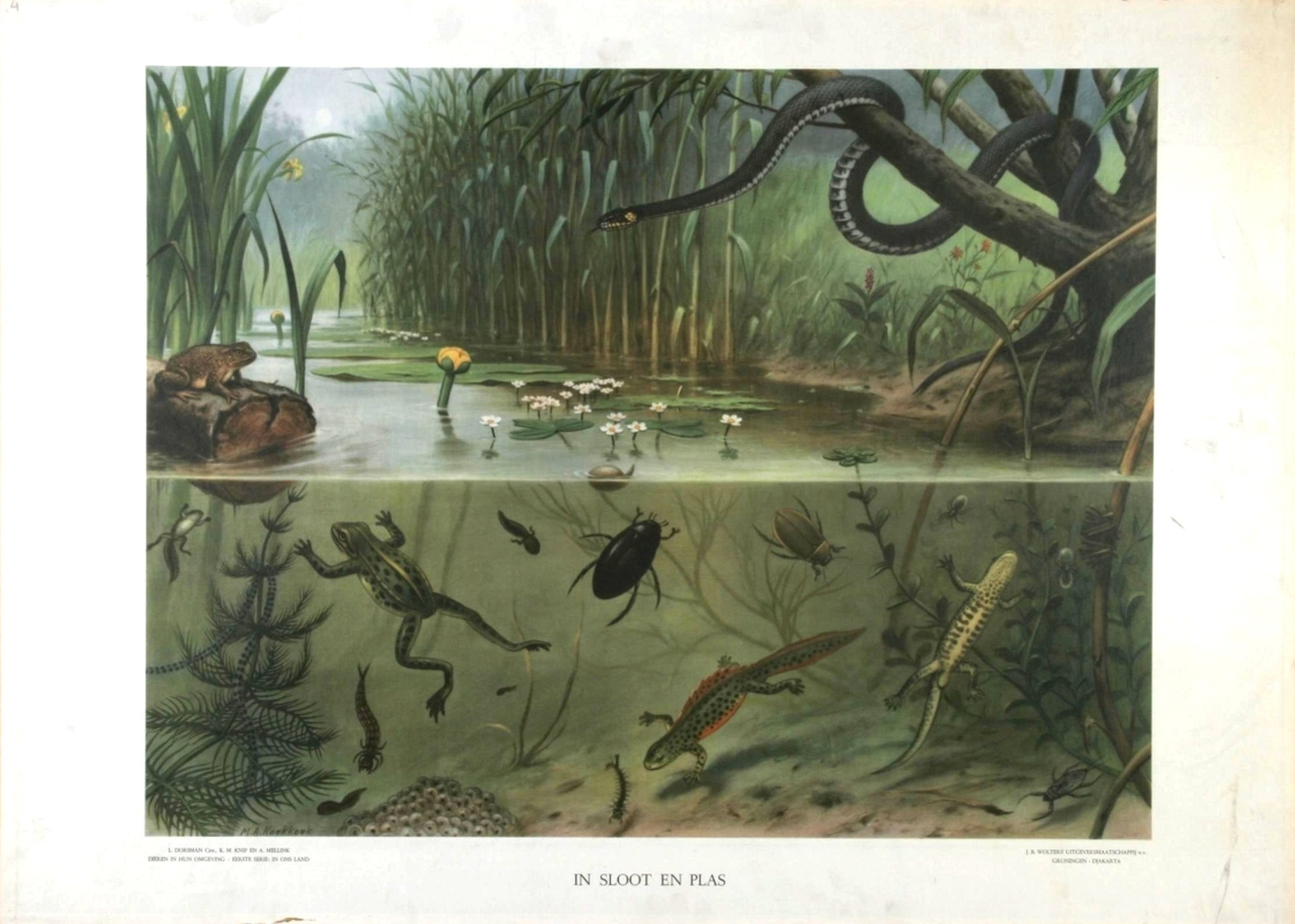
Dieren in hun omgeving - In sloot en plas (M.A. Koekkoek, 1915?)